# Llista d'asteroides (378001-379000)
Llista d'asteroides del 378.001 al 379.000, amb data de descoberta i descobridor. És un fragment de la llista d'asteroides completa. Als asteroides se'ls dona un número quan es confirma la seva òrbita, per tant apareixen llistats aproximadament segons la data de descobriment.

## 378001-378100
| Nom               | Designació provisional | Data de descobriment   | Lloc de descobriment | Descobridor/s     |
| ----------------- | ---------------------- | ---------------------- | -------------------- | ----------------- |
| 378001            | 2006 RR98              | 15 de setembre de 2006 | Kitt Peak            | Spacewatch        |
| (378002) ʻAkialoa | 2006 RK112             | 14 de setembre de 2006 | Mauna Kea            | J. Masiero        |
| 378003            | 2006 SW                | 17 de setembre de 2006 | Pla D'Arguines       | R. Ferrando       |
| 378004            | 2006 SX25              | 16 de setembre de 2006 | Catalina             | CSS               |
| 378005            | 2006 SR31              | 17 de setembre de 2006 | Kitt Peak            | Spacewatch        |
| 378006            | 2006 SX32              | 17 de setembre de 2006 | Kitt Peak            | Spacewatch        |
| 378007            | 2006 SQ38              | 18 de setembre de 2006 | Kitt Peak            | Spacewatch        |
| 378008            | 2006 SO43              | 16 de setembre de 2006 | Catalina             | CSS               |
| 378009            | 2006 SG46              | 18 de setembre de 2006 | Kitt Peak            | Spacewatch        |
| 378010            | 2006 SP60              | 18 de setembre de 2006 | Catalina             | CSS               |
| 378011            | 2006 SK69              | 19 de setembre de 2006 | Kitt Peak            | Spacewatch        |
| 378012            | 2006 SU70              | 19 de setembre de 2006 | Kitt Peak            | Spacewatch        |
| 378013            | 2006 SV71              | 19 de setembre de 2006 | Kitt Peak            | Spacewatch        |
| 378014            | 2006 SP149             | 19 de setembre de 2006 | Kitt Peak            | Spacewatch        |
| 378015            | 2006 SM156             | 23 de setembre de 2006 | Kitt Peak            | Spacewatch        |
| 378016            | 2006 SS161             | 24 de setembre de 2006 | Kitt Peak            | Spacewatch        |
| 378017            | 2006 SB163             | 24 de setembre de 2006 | Kitt Peak            | Spacewatch        |
| 378018            | 2006 SW164             | 25 de setembre de 2006 | Kitt Peak            | Spacewatch        |
| 378019            | 2006 SL185             | 25 de setembre de 2006 | Kitt Peak            | Spacewatch        |
| 378020            | 2006 SQ256             | 26 de setembre de 2006 | Kitt Peak            | Spacewatch        |
| 378021            | 2006 SM259             | 26 de setembre de 2006 | Kitt Peak            | Spacewatch        |
| 378022            | 2006 SD283             | 18 de setembre de 2006 | Anderson Mesa        | LONEOS            |
| 378023            | 2006 SS311             | 27 de setembre de 2006 | Kitt Peak            | Spacewatch        |
| 378024            | 2006 SV314             | 27 de setembre de 2006 | Kitt Peak            | Spacewatch        |
| 378025            | 2006 SX321             | 27 de setembre de 2006 | Kitt Peak            | Spacewatch        |
| 378026            | 2006 SQ324             | 17 de setembre de 2006 | Kitt Peak            | Spacewatch        |
| 378027            | 2006 SX326             | 27 de setembre de 2006 | Kitt Peak            | Spacewatch        |
| 378028            | 2006 SU337             | 28 de setembre de 2006 | Kitt Peak            | Spacewatch        |
| 378029            | 2006 SZ337             | 28 de setembre de 2006 | Kitt Peak            | Spacewatch        |
| 378030            | 2006 SG352             | 30 de setembre de 2006 | Catalina             | CSS               |
| 378031            | 2006 SZ355             | 30 de setembre de 2006 | Catalina             | CSS               |
| 378032            | 2006 SH363             | 30 de setembre de 2006 | Mount Lemmon         | Mt. Lemmon Survey |
| 378033            | 2006 SQ391             | 18 de setembre de 2006 | Kitt Peak            | Spacewatch        |
| 378034            | 2006 SH392             | 25 de setembre de 2006 | Mount Lemmon         | Mt. Lemmon Survey |
| 378035            | 2006 SE394             | 30 de setembre de 2006 | Mount Lemmon         | Mt. Lemmon Survey |
| 378036            | 2006 SD398             | 28 de setembre de 2006 | Mount Lemmon         | Mt. Lemmon Survey |
| 378037            | 2006 SE401             | 27 de setembre de 2006 | Mount Lemmon         | Mt. Lemmon Survey |
| 378038            | 2006 SM402             | 25 de setembre de 2006 | Kitt Peak            | Spacewatch        |
| 378039            | 2006 SP405             | 16 de setembre de 2006 | Kitt Peak            | Spacewatch        |
| 378040            | 2006 SY410             | 20 de setembre de 2006 | Kitt Peak            | Spacewatch        |
| 378041            | 2006 SX411             | 28 de setembre de 2006 | Catalina             | CSS               |
| 378042            | 2006 TN12              | 22 de desembre de 2003 | Kitt Peak            | Spacewatch        |
| 378043            | 2006 TX20              | 11 d'octubre de 2006   | Kitt Peak            | Spacewatch        |
| 378044            | 2006 TT22              | 11 d'octubre de 2006   | Kitt Peak            | Spacewatch        |
| 378045            | 2006 TR23              | 11 d'octubre de 2006   | Kitt Peak            | Spacewatch        |
| 378046            | 2006 TX23              | 30 de setembre de 2006 | Mount Lemmon         | Mt. Lemmon Survey |
| 378047            | 2006 TH32              | 12 d'octubre de 2006   | Kitt Peak            | Spacewatch        |
| 378048            | 2006 TD33              | 12 d'octubre de 2006   | Kitt Peak            | Spacewatch        |
| 378049            | 2006 TM34              | 12 d'octubre de 2006   | Kitt Peak            | Spacewatch        |
| 378050            | 2006 TJ39              | 12 d'octubre de 2006   | Kitt Peak            | Spacewatch        |
| 378051            | 2006 TY46              | 12 d'octubre de 2006   | Kitt Peak            | Spacewatch        |
| 378052            | 2006 TA51              | 12 d'octubre de 2006   | Kitt Peak            | Spacewatch        |
| 378053            | 2006 TC60              | 13 d'octubre de 2006   | Kitt Peak            | Spacewatch        |
| 378054            | 2006 TF60              | 13 d'octubre de 2006   | Kitt Peak            | Spacewatch        |
| 378055            | 2006 TN64              | 11 d'octubre de 2006   | Kitt Peak            | Spacewatch        |
| 378056            | 2006 TM74              | 11 d'octubre de 2006   | Palomar              | NEAT              |
| 378057            | 2006 TW83              | 4 d'octubre de 2006    | Mount Lemmon         | Mt. Lemmon Survey |
| 378058            | 2006 TY84              | 4 d'octubre de 2006    | Mount Lemmon         | Mt. Lemmon Survey |
| 378059            | 2006 TL86              | 13 d'octubre de 2006   | Kitt Peak            | Spacewatch        |
| 378060            | 2006 TE91              | 13 d'octubre de 2006   | Kitt Peak            | Spacewatch        |
| 378061            | 2006 TZ91              | 13 d'octubre de 2006   | Kitt Peak            | Spacewatch        |
| 378062            | 2006 TH93              | 2 d'octubre de 2006    | Mount Lemmon         | Mt. Lemmon Survey |
| 378063            | 2006 TL98              | 15 d'octubre de 2006   | Kitt Peak            | Spacewatch        |
| 378064            | 2006 TU99              | 15 d'octubre de 2006   | Kitt Peak            | Spacewatch        |
| 378065            | 2006 TL125             | 13 d'octubre de 2006   | Kitt Peak            | Spacewatch        |
| 378066            | 2006 TN129             | 2 d'octubre de 2006    | Catalina             | CSS               |
| 378067            | 2006 UD6               | 3 d'octubre de 2006    | Mount Lemmon         | Mt. Lemmon Survey |
| 378068            | 2006 UP13              | 17 d'octubre de 2006   | Mount Lemmon         | Mt. Lemmon Survey |
| 378069            | 2006 UT14              | 17 d'octubre de 2006   | Mount Lemmon         | Mt. Lemmon Survey |
| 378070            | 2006 US23              | 16 d'octubre de 2006   | Kitt Peak            | Spacewatch        |
| 378071            | 2006 UB31              | 16 d'octubre de 2006   | Kitt Peak            | Spacewatch        |
| 378072            | 2006 UY51              | 17 d'octubre de 2006   | Kitt Peak            | Spacewatch        |
| 378073            | 2006 UB53              | 17 d'octubre de 2006   | Mount Lemmon         | Mt. Lemmon Survey |
| 378074            | 2006 UK54              | 17 d'octubre de 2006   | Catalina             | CSS               |
| 378075            | 2006 UJ62              | 17 d'octubre de 2006   | Mount Lemmon         | Mt. Lemmon Survey |
| 378076            | 2006 UQ64              | 23 d'octubre de 2006   | Vallemare Borbon     | V. S. Casulli     |
| 378077            | 2006 UE67              | 16 d'octubre de 2006   | Mount Lemmon         | Mt. Lemmon Survey |
| 378078            | 2006 UQ69              | 3 d'octubre de 2006    | Mount Lemmon         | Mt. Lemmon Survey |
| 378079            | 2006 US69              | 16 d'octubre de 2006   | Catalina             | CSS               |
| 378080            | 2006 UW71              | 17 d'octubre de 2006   | Kitt Peak            | Spacewatch        |
| 378081            | 2006 UY72              | 17 d'octubre de 2006   | Kitt Peak            | Spacewatch        |
| 378082            | 2006 UW82              | 2 d'octubre de 2006    | Mount Lemmon         | Mt. Lemmon Survey |
| 378083            | 2006 UH85              | 17 d'octubre de 2006   | Kitt Peak            | Spacewatch        |
| 378084            | 2006 UM87              | 17 d'octubre de 2006   | Mount Lemmon         | Mt. Lemmon Survey |
| 378085            | 2006 UT88              | 17 d'octubre de 2006   | Kitt Peak            | Spacewatch        |
| 378086            | 2006 UB89              | 17 d'octubre de 2006   | Kitt Peak            | Spacewatch        |
| 378087            | 2006 UG90              | 17 d'octubre de 2006   | Kitt Peak            | Spacewatch        |
| 378088            | 2006 UM92              | 18 d'octubre de 2006   | Kitt Peak            | Spacewatch        |
| 378089            | 2006 UY93              | 18 d'octubre de 2006   | Kitt Peak            | Spacewatch        |
| 378090            | 2006 UD96              | 18 d'octubre de 2006   | Kitt Peak            | Spacewatch        |
| 378091            | 2006 UD107             | 18 d'octubre de 2006   | Kitt Peak            | Spacewatch        |
| 378092            | 2006 UY108             | 18 d'octubre de 2006   | Kitt Peak            | Spacewatch        |
| 378093            | 2006 UH111             | 29 d'agost de 2006     | Anderson Mesa        | LONEOS            |
| 378094            | 2006 UF134             | 3 d'octubre de 2006    | Mount Lemmon         | Mt. Lemmon Survey |
| 378095            | 2006 UP142             | 19 d'octubre de 2006   | Kitt Peak            | Spacewatch        |
| 378096            | 2006 UY147             | 18 de setembre de 2006 | Kitt Peak            | Spacewatch        |
| 378097            | 2006 UJ156             | 21 d'octubre de 2006   | Mount Lemmon         | Mt. Lemmon Survey |
| 378098            | 2006 UV169             | 21 d'octubre de 2006   | Mount Lemmon         | Mt. Lemmon Survey |
| 378099            | 2006 UF170             | 3 d'octubre de 2006    | Mount Lemmon         | Mt. Lemmon Survey |
| 378100            | 2006 UZ171             | 21 d'octubre de 2006   | Mount Lemmon         | Mt. Lemmon Survey |

## 378101-378200
| Nom    | Designació provisional | Data de descobriment   | Lloc de descobriment | Descobridor/s     |
| ------ | ---------------------- | ---------------------- | -------------------- | ----------------- |
| 378101 | 2006 UG173             | 2 d'octubre de 2006    | Mount Lemmon         | Mt. Lemmon Survey |
| 378102 | 2006 UR184             | 28 de setembre de 2006 | Catalina             | CSS               |
| 378103 | 2006 UG200             | 21 d'octubre de 2006   | Kitt Peak            | Spacewatch        |
| 378104 | 2006 UR210             | 23 d'octubre de 2006   | Kitt Peak            | Spacewatch        |
| 378105 | 2006 UD218             | 28 de setembre de 2006 | Mount Lemmon         | Mt. Lemmon Survey |
| 378106 | 2006 UG219             | 26 de setembre de 2006 | Catalina             | CSS               |
| 378107 | 2006 UH219             | 16 d'octubre de 2006   | Catalina             | CSS               |
| 378108 | 2006 UO223             | 19 d'octubre de 2006   | Mount Lemmon         | Mt. Lemmon Survey |
| 378109 | 2006 UU224             | 19 d'octubre de 2006   | Catalina             | CSS               |
| 378110 | 2006 UK236             | 23 d'octubre de 2006   | Kitt Peak            | Spacewatch        |
| 378111 | 2006 UQ237             | 23 d'octubre de 2006   | Kitt Peak            | Spacewatch        |
| 378112 | 2006 UG239             | 23 d'octubre de 2006   | Kitt Peak            | Spacewatch        |
| 378113 | 2006 UM244             | 27 d'octubre de 2006   | Mount Lemmon         | Mt. Lemmon Survey |
| 378114 | 2006 UW253             | 27 d'octubre de 2006   | Mount Lemmon         | Mt. Lemmon Survey |
| 378115 | 2006 UV257             | 28 d'octubre de 2006   | Mount Lemmon         | Mt. Lemmon Survey |
| 378116 | 2006 UC259             | 28 d'octubre de 2006   | Mount Lemmon         | Mt. Lemmon Survey |
| 378117 | 2006 UH280             | 28 d'octubre de 2006   | Mount Lemmon         | Mt. Lemmon Survey |
| 378118 | 2006 UK280             | 30 de setembre de 2006 | Mount Lemmon         | Mt. Lemmon Survey |
| 378119 | 2006 UW319             | 19 d'octubre de 2006   | Kitt Peak            | M. W. Buie        |
| 378120 | 2006 UC328             | 16 d'octubre de 2006   | Kitt Peak            | Spacewatch        |
| 378121 | 2006 UU329             | 29 d'octubre de 2006   | Mount Lemmon         | Mt. Lemmon Survey |
| 378122 | 2006 UC335             | 16 d'octubre de 2006   | Catalina             | CSS               |
| 378123 | 2006 UK338             | 28 d'octubre de 2006   | Mount Lemmon         | Mt. Lemmon Survey |
| 378124 | 2006 VT2               | 11 de novembre de 2006 | Kitt Peak            | Spacewatch        |
| 378125 | 2006 VO7               | 30 de setembre de 2006 | Mount Lemmon         | Mt. Lemmon Survey |
| 378126 | 2006 VO9               | 30 de setembre de 2006 | Mount Lemmon         | Mt. Lemmon Survey |
| 378127 | 2006 VH10              | 11 de novembre de 2006 | Mount Lemmon         | Mt. Lemmon Survey |
| 378128 | 2006 VA16              | 9 de novembre de 2006  | Kitt Peak            | Spacewatch        |
| 378129 | 2006 VB16              | 27 de setembre de 2006 | Mount Lemmon         | Mt. Lemmon Survey |
| 378130 | 2006 VJ17              | 9 de novembre de 2006  | Kitt Peak            | Spacewatch        |
| 378131 | 2006 VZ20              | 9 de novembre de 2006  | Kitt Peak            | Spacewatch        |
| 378132 | 2006 VR25              | 10 de novembre de 2006 | Kitt Peak            | Spacewatch        |
| 378133 | 2006 VV29              | 10 de novembre de 2006 | Kitt Peak            | Spacewatch        |
| 378134 | 2006 VK35              | 11 de novembre de 2006 | Mount Lemmon         | Mt. Lemmon Survey |
| 378135 | 2006 VE36              | 30 de setembre de 2006 | Mount Lemmon         | Mt. Lemmon Survey |
| 378136 | 2006 VX41              | 30 de setembre de 2006 | Mount Lemmon         | Mt. Lemmon Survey |
| 378137 | 2006 VS44              | 12 de novembre de 2006 | Mount Lemmon         | Mt. Lemmon Survey |
| 378138 | 2006 VW45              | 19 d'octubre de 2006   | Mount Lemmon         | Mt. Lemmon Survey |
| 378139 | 2006 VW46              | 9 de novembre de 2006  | Kitt Peak            | Spacewatch        |
| 378140 | 2006 VF60              | 11 de novembre de 2006 | Kitt Peak            | Spacewatch        |
| 378141 | 2006 VP67              | 11 de novembre de 2006 | Kitt Peak            | Spacewatch        |
| 378142 | 2006 VR78              | 12 de novembre de 2006 | Mount Lemmon         | Mt. Lemmon Survey |
| 378143 | 2006 VT78              | 12 de novembre de 2006 | Mount Lemmon         | Mt. Lemmon Survey |
| 378144 | 2006 VG79              | 12 de novembre de 2006 | Mount Lemmon         | Mt. Lemmon Survey |
| 378145 | 2006 VP83              | 13 d'octubre de 2006   | Kitt Peak            | Spacewatch        |
| 378146 | 2006 VZ89              | 14 de novembre de 2006 | Kitt Peak            | Spacewatch        |
| 378147 | 2006 VW90              | 23 d'octubre de 2006   | Kitt Peak            | Spacewatch        |
| 378148 | 2006 VF107             | 27 de setembre de 2006 | Mount Lemmon         | Mt. Lemmon Survey |
| 378149 | 2006 VR113             | 28 de setembre de 2006 | Mount Lemmon         | Mt. Lemmon Survey |
| 378150 | 2006 VY114             | 27 de setembre de 2006 | Mount Lemmon         | Mt. Lemmon Survey |
| 378151 | 2006 VS115             | 14 de novembre de 2006 | Kitt Peak            | Spacewatch        |
| 378152 | 2006 VQ117             | 14 de novembre de 2006 | Kitt Peak            | Spacewatch        |
| 378153 | 2006 VK140             | 15 de novembre de 2006 | Kitt Peak            | Spacewatch        |
| 378154 | 2006 VT140             | 15 de novembre de 2006 | Kitt Peak            | Spacewatch        |
| 378155 | 2006 VU140             | 15 de novembre de 2006 | Kitt Peak            | Spacewatch        |
| 378156 | 2006 VV146             | 15 de novembre de 2006 | Mount Lemmon         | Mt. Lemmon Survey |
| 378157 | 2006 VQ150             | 9 de novembre de 2006  | Palomar              | NEAT              |
| 378158 | 2006 VM153             | 8 de novembre de 2006  | Palomar              | NEAT              |
| 378159 | 2006 VB170             | 11 de novembre de 2006 | Mount Lemmon         | Mt. Lemmon Survey |
| 378160 | 2006 WX1               | 19 de novembre de 2006 | Catalina             | CSS               |
| 378161 | 2006 WK4               | 18 de novembre de 2006 | Socorro              | LINEAR            |
| 378162 | 2006 WQ7               | 16 de novembre de 2006 | Kitt Peak            | Spacewatch        |
| 378163 | 2006 WC8               | 16 de novembre de 2006 | Socorro              | LINEAR            |
| 378164 | 2006 WT39              | 16 de novembre de 2006 | Kitt Peak            | Spacewatch        |
| 378165 | 2006 WC43              | 16 de novembre de 2006 | Mount Lemmon         | Mt. Lemmon Survey |
| 378166 | 2006 WV45              | 16 de novembre de 2006 | Mount Lemmon         | Mt. Lemmon Survey |
| 378167 | 2006 WR51              | 16 de novembre de 2006 | Kitt Peak            | Spacewatch        |
| 378168 | 2006 WC60              | 23 d'octubre de 2006   | Mount Lemmon         | Mt. Lemmon Survey |
| 378169 | 2006 WF75              | 18 de novembre de 2006 | Kitt Peak            | Spacewatch        |
| 378170 | 2006 WF79              | 18 de novembre de 2006 | Kitt Peak            | Spacewatch        |
| 378171 | 2006 WY79              | 18 de novembre de 2006 | Kitt Peak            | Spacewatch        |
| 378172 | 2006 WV96              | 19 d'octubre de 2006   | Mount Lemmon         | Mt. Lemmon Survey |
| 378173 | 2006 WN106             | 19 de novembre de 2006 | Kitt Peak            | Spacewatch        |
| 378174 | 2006 WF110             | 19 de novembre de 2006 | Kitt Peak            | Spacewatch        |
| 378175 | 2006 WA129             | 23 de novembre de 2006 | Mount Lemmon         | Mt. Lemmon Survey |
| 378176 | 2006 WB162             | 23 de novembre de 2006 | Kitt Peak            | Spacewatch        |
| 378177 | 2006 WY167             | 23 de novembre de 2006 | Kitt Peak            | Spacewatch        |
| 378178 | 2006 WG171             | 23 de novembre de 2006 | Kitt Peak            | Spacewatch        |
| 378179 | 2006 WL182             | 24 de novembre de 2006 | Mount Lemmon         | Mt. Lemmon Survey |
| 378180 | 2006 WY183             | 25 de novembre de 2006 | Mount Lemmon         | Mt. Lemmon Survey |
| 378181 | 2006 WG198             | 27 de novembre de 2006 | Mount Lemmon         | Mt. Lemmon Survey |
| 378182 | 2006 WU202             | 27 de novembre de 2006 | Mount Lemmon         | Mt. Lemmon Survey |
| 378183 | 2006 XK7               | 9 de desembre de 2006  | Kitt Peak            | Spacewatch        |
| 378184 | 2006 XD10              | 18 de novembre de 2006 | Kitt Peak            | Spacewatch        |
| 378185 | 2006 XF11              | 10 de desembre de 2006 | Kitt Peak            | Spacewatch        |
| 378186 | 2006 XZ16              | 10 de desembre de 2006 | Kitt Peak            | Spacewatch        |
| 378187 | 2006 XG17              | 10 de desembre de 2006 | Kitt Peak            | Spacewatch        |
| 378188 | 2006 XA23              | 19 de novembre de 2006 | Kitt Peak            | Spacewatch        |
| 378189 | 2006 XD29              | 13 de desembre de 2006 | Mount Lemmon         | Mt. Lemmon Survey |
| 378190 | 2006 XO33              | 11 de desembre de 2006 | Kitt Peak            | Spacewatch        |
| 378191 | 2006 XP33              | 11 de desembre de 2006 | Kitt Peak            | Spacewatch        |
| 378192 | 2006 XH43              | 12 de desembre de 2006 | Mount Lemmon         | Mt. Lemmon Survey |
| 378193 | 2006 XF45              | 13 de desembre de 2006 | Kitt Peak            | Spacewatch        |
| 378194 | 2006 XN53              | 14 de desembre de 2006 | Catalina             | CSS               |
| 378195 | 2006 XA55              | 15 de desembre de 2006 | Socorro              | LINEAR            |
| 378196 | 2006 XT58              | 14 de desembre de 2006 | Kitt Peak            | Spacewatch        |
| 378197 | 2006 XG70              | 13 de desembre de 2006 | Kitt Peak            | Spacewatch        |
| 378198 | 2006 XJ70              | 22 d'octubre de 2006   | Mount Lemmon         | Mt. Lemmon Survey |
| 378199 | 2006 YL21              | 21 de desembre de 2006 | Kitt Peak            | Spacewatch        |
| 378200 | 2006 YL26              | 10 de desembre de 2006 | Kitt Peak            | Spacewatch        |

## 378201-378300
| Nom                | Designació provisional | Data de descobriment   | Lloc de descobriment | Descobridor/s       |
| ------------------ | ---------------------- | ---------------------- | -------------------- | ------------------- |
| 378201             | 2006 YY29              | 21 de desembre de 2006 | Kitt Peak            | Spacewatch          |
| 378202             | 2006 YV36              | 22 de novembre de 2006 | Mount Lemmon         | Mt. Lemmon Survey   |
| 378203             | 2006 YW42              | 23 de desembre de 2006 | Mount Lemmon         | Mt. Lemmon Survey   |
| 378204 Bettyhesser | 2006 YF49              | 26 de desembre de 2006 | Mauna Kea            | D. D. Balam         |
| 378205             | 2006 YP49              | 28 de desembre de 2006 | Pla D'Arguines       | R. Ferrando         |
| 378206             | 2006 YQ55              | 24 de desembre de 2006 | Mount Lemmon         | Mt. Lemmon Survey   |
| 378207             | 2007 AH1               | 8 de gener de 2007     | Mount Lemmon         | Mt. Lemmon Survey   |
| 378208             | 2007 AK1               | 8 de gener de 2007     | Mount Lemmon         | Mt. Lemmon Survey   |
| 378209             | 2007 AA4               | 8 de gener de 2007     | Catalina             | CSS                 |
| 378210             | 2007 AR8               | 27 de novembre de 2006 | Mount Lemmon         | Mt. Lemmon Survey   |
| 378211             | 2007 AK9               | 13 de gener de 2007    | Pla D'Arguines       | R. Ferrando         |
| 378212             | 2007 AO9               | 8 de gener de 2007     | Kitt Peak            | Spacewatch          |
| 378213             | 2007 AF11              | 10 de gener de 2007    | Mount Lemmon         | Mt. Lemmon Survey   |
| 378214             | 2007 AP11              | 14 de gener de 2007    | Taunus               | E. Schwab, R. Kling |
| 378215             | 2007 AZ12              | 9 de gener de 2007     | Mount Lemmon         | Mt. Lemmon Survey   |
| 378216             | 2007 AZ18              | 16 de juliol de 2001   | Socorro              | LINEAR              |
| 378217             | 2007 AB25              | 24 de desembre de 2006 | Kitt Peak            | Spacewatch          |
| 378218             | 2007 BD12              | 17 de gener de 2007    | Kitt Peak            | Spacewatch          |
| 378219             | 2007 BY16              | 17 de gener de 2007    | Palomar              | NEAT                |
| 378220             | 2007 BD17              | 21 de desembre de 2006 | Kitt Peak            | Spacewatch          |
| 378221             | 2007 BO17              | 17 de gener de 2007    | Palomar              | NEAT                |
| 378222             | 2007 BW18              | 9 de desembre de 2002  | Kitt Peak            | Spacewatch          |
| 378223             | 2007 BJ21              | 24 de gener de 2007    | Socorro              | LINEAR              |
| 378224             | 2007 BW21              | 24 de gener de 2007    | Socorro              | LINEAR              |
| 378225             | 2007 BD27              | 24 de gener de 2007    | Catalina             | CSS                 |
| 378226             | 2007 BK27              | 27 de desembre de 2006 | Mount Lemmon         | Mt. Lemmon Survey   |
| 378227             | 2007 BT29              | 24 de gener de 2007    | Socorro              | LINEAR              |
| 378228             | 2007 BD39              | 24 de gener de 2007    | Catalina             | CSS                 |
| 378229             | 2007 BO55              | 24 de gener de 2007    | Socorro              | LINEAR              |
| 378230             | 2007 BY64              | 27 de gener de 2007    | Mount Lemmon         | Mt. Lemmon Survey   |
| 378231             | 2007 BF74              | 17 de gener de 2007    | Palomar              | NEAT                |
| 378232             | 2007 BO77              | 17 de gener de 2007    | Kitt Peak            | Spacewatch          |
| 378233             | 2007 BJ78              | 24 de gener de 2007    | Catalina             | CSS                 |
| 378234             | 2007 BJ81              | 27 de gener de 2007    | Kitt Peak            | Spacewatch          |
| 378235             | 2007 BO96              | 19 de gener de 2007    | Mauna Kea            | Mauna Kea           |
| 378236             | 2007 BD101             | 27 de gener de 2007    | Kitt Peak            | Spacewatch          |
| 378237             | 2007 CF                | 10 de gener de 2007    | Mount Lemmon         | Mt. Lemmon Survey   |
| 378238             | 2007 CB1               | 10 de gener de 2007    | Mount Lemmon         | Mt. Lemmon Survey   |
| 378239             | 2007 CJ5               | 17 de gener de 2007    | Mount Lemmon         | Mt. Lemmon Survey   |
| 378240             | 2007 CJ7               | 27 de novembre de 2006 | Mount Lemmon         | Mt. Lemmon Survey   |
| 378241             | 2007 CY10              | 6 de febrer de 2007    | Mount Lemmon         | Mt. Lemmon Survey   |
| 378242             | 2007 CR12              | 6 de febrer de 2007    | Mount Lemmon         | Mt. Lemmon Survey   |
| 378243             | 2007 CU22              | 6 de febrer de 2007    | Mount Lemmon         | Mt. Lemmon Survey   |
| 378244             | 2007 CN36              | 6 de febrer de 2007    | Mount Lemmon         | Mt. Lemmon Survey   |
| 378245             | 2007 CZ40              | 7 de febrer de 2007    | Kitt Peak            | Spacewatch          |
| 378246             | 2007 CD44              | 17 de gener de 2007    | Kitt Peak            | Spacewatch          |
| 378247             | 2007 CK61              | 15 de febrer de 2007   | Catalina             | CSS                 |
| 378248             | 2007 CX63              | 27 de desembre de 2006 | Mount Lemmon         | Mt. Lemmon Survey   |
| 378249             | 2007 DK4               | 16 de febrer de 2007   | Mount Lemmon         | Mt. Lemmon Survey   |
| 378250             | 2007 DW9               | 17 de febrer de 2007   | Palomar              | NEAT                |
| 378251             | 2007 DN10              | 17 de febrer de 2007   | Kitt Peak            | Spacewatch          |
| 378252             | 2007 DP18              | 17 de febrer de 2007   | Kitt Peak            | Spacewatch          |
| 378253             | 2007 DT19              | 17 de febrer de 2007   | Kitt Peak            | Spacewatch          |
| 378254             | 2007 DD20              | 17 de febrer de 2007   | Kitt Peak            | Spacewatch          |
| 378255             | 2007 DP35              | 17 de febrer de 2007   | Kitt Peak            | Spacewatch          |
| 378256             | 2007 DO37              | 17 de febrer de 2007   | Kitt Peak            | Spacewatch          |
| 378257             | 2007 DS48              | 21 de febrer de 2007   | Mount Lemmon         | Mt. Lemmon Survey   |
| 378258             | 2007 DW51              | 25 d'octubre de 2005   | Mount Lemmon         | Mt. Lemmon Survey   |
| 378259             | 2007 DO69              | 21 de febrer de 2007   | Kitt Peak            | Spacewatch          |
| 378260             | 2007 DN73              | 21 de febrer de 2007   | Kitt Peak            | Spacewatch          |
| 378261             | 2007 DD78              | 23 de febrer de 2007   | Catalina             | CSS                 |
| 378262             | 2007 DH101             | 26 de febrer de 2007   | Mount Lemmon         | Mt. Lemmon Survey   |
| 378263             | 2007 DC103             | 21 de febrer de 2007   | Kitt Peak            | M. W. Buie          |
| 378264             | 2007 DX111             | 25 de febrer de 2007   | Kitt Peak            | Spacewatch          |
| 378265             | 2007 ES8               | 16 de febrer de 2007   | Mount Lemmon         | Mt. Lemmon Survey   |
| 378266             | 2007 ED10              | 10 de març de 2007     | Wrightwood           | J. W. Young         |
| 378267             | 2007 EE10              | 10 de març de 2007     | Saint-Sulpice        | B. Christophe       |
| 378268             | 2007 EM12              | 9 de març de 2007      | Palomar              | NEAT                |
| 378269             | 2007 ER14              | 9 de març de 2007      | Mount Lemmon         | Mt. Lemmon Survey   |
| 378270             | 2007 EA22              | 10 de març de 2007     | Kitt Peak            | Spacewatch          |
| 378271             | 2007 ER30              | 10 de març de 2007     | Kitt Peak            | Spacewatch          |
| 378272             | 2007 EJ40              | 12 de març de 2007     | Bergisch Gladbac     | W. Bickel           |
| 378273             | 2007 EB51              | 10 de març de 2007     | Kitt Peak            | Spacewatch          |
| 378274             | 2007 EB53              | 17 de febrer de 2007   | Catalina             | CSS                 |
| 378275             | 2007 ET54              | 22 de febrer de 2007   | Kitt Peak            | Spacewatch          |
| 378276             | 2007 EO69              | 10 de març de 2007     | Kitt Peak            | Spacewatch          |
| 378277             | 2007 EU69              | 10 de març de 2007     | Kitt Peak            | Spacewatch          |
| 378278             | 2007 EE70              | 10 de març de 2007     | Kitt Peak            | Spacewatch          |
| 378279             | 2007 EH86              | 12 de març de 2007     | Kitt Peak            | Spacewatch          |
| 378280             | 2007 EL89              | 9 de març de 2007      | Kitt Peak            | Spacewatch          |
| 378281             | 2007 EM89              | 9 de març de 2007      | Kitt Peak            | Spacewatch          |
| 378282             | 2007 EA96              | 9 de març de 2007      | Catalina             | CSS                 |
| 378283             | 2007 EW116             | 13 de març de 2007     | Mount Lemmon         | Mt. Lemmon Survey   |
| 378284             | 2007 ES118             | 13 de març de 2007     | Mount Lemmon         | Mt. Lemmon Survey   |
| 378285             | 2007 EQ119             | 13 de març de 2007     | Mount Lemmon         | Mt. Lemmon Survey   |
| 378286             | 2007 EM129             | 30 d'abril de 2003     | Kitt Peak            | Spacewatch          |
| 378287             | 2007 EF131             | 9 de març de 2007      | Mount Lemmon         | Mt. Lemmon Survey   |
| 378288             | 2007 EX132             | 9 de març de 2007      | Mount Lemmon         | Mt. Lemmon Survey   |
| 378289             | 2007 EH134             | 9 de març de 2007      | Mount Lemmon         | Mt. Lemmon Survey   |
| 378290             | 2007 EF136             | 10 de març de 2007     | Mount Lemmon         | Mt. Lemmon Survey   |
| 378291             | 2007 ER146             | 26 de febrer de 2007   | Mount Lemmon         | Mt. Lemmon Survey   |
| 378292             | 2007 EP150             | 12 de març de 2007     | Mount Lemmon         | Mt. Lemmon Survey   |
| 378293             | 2007 EW153             | 12 de març de 2007     | Mount Lemmon         | Mt. Lemmon Survey   |
| 378294             | 2007 EO157             | 13 de març de 2007     | Mount Lemmon         | Mt. Lemmon Survey   |
| 378295             | 2007 EP157             | 13 de març de 2007     | Mount Lemmon         | Mt. Lemmon Survey   |
| 378296             | 2007 EC158             | 13 de març de 2007     | Kitt Peak            | Spacewatch          |
| 378297             | 2007 EL176             | 14 de març de 2007     | Kitt Peak            | Spacewatch          |
| 378298             | 2007 ES178             | 14 de març de 2007     | Kitt Peak            | Spacewatch          |
| 378299             | 2007 EX180             | 14 de març de 2007     | Kitt Peak            | Spacewatch          |
| 378300             | 2007 EG191             | 13 de març de 2007     | Kitt Peak            | Spacewatch          |

## 378301-378400
| Nom    | Designació provisional | Data de descobriment   | Lloc de descobriment | Descobridor/s         |
| ------ | ---------------------- | ---------------------- | -------------------- | --------------------- |
| 378301 | 2007 EH200             | 12 de març de 2007     | Catalina             | CSS                   |
| 378302 | 2007 EE212             | 8 de març de 2007      | Palomar              | NEAT                  |
| 378303 | 2007 EP214             | 11 de març de 2007     | Mount Lemmon         | Mt. Lemmon Survey     |
| 378304 | 2007 EN217             | 11 de març de 2007     | Mount Lemmon         | Mt. Lemmon Survey     |
| 378305 | 2007 FC1               | 18 de març de 2007     | Catalina             | CSS                   |
| 378306 | 2007 FB11              | 16 de març de 2007     | Kitt Peak            | Spacewatch            |
| 378307 | 2007 FO12              | 18 de març de 2007     | Kitt Peak            | Spacewatch            |
| 378308 | 2007 FD14              | 19 de març de 2007     | Mount Lemmon         | Mt. Lemmon Survey     |
| 378309 | 2007 FK21              | 20 de març de 2007     | Mount Lemmon         | Mt. Lemmon Survey     |
| 378310 | 2007 FB27              | 20 de març de 2007     | Kitt Peak            | Spacewatch            |
| 378311 | 2007 FR36              | 26 de març de 2007     | Kitt Peak            | Spacewatch            |
| 378312 | 2007 FY43              | 16 de març de 2007     | Mount Lemmon         | Mt. Lemmon Survey     |
| 378313 | 2007 FF45              | 20 de març de 2007     | Mount Lemmon         | Mt. Lemmon Survey     |
| 378314 | 2007 FV46              | 18 de març de 2007     | Kitt Peak            | Spacewatch            |
| 378315 | 2007 FL47              | 26 de març de 2007     | Mount Lemmon         | Mt. Lemmon Survey     |
| 378316 | 2007 FM49              | 20 de març de 2007     | Catalina             | CSS                   |
| 378317 | 2007 FA50              | 25 de març de 2007     | Mount Lemmon         | Mt. Lemmon Survey     |
| 378318 | 2007 GC4               | 11 d'abril de 2007     | Catalina             | CSS                   |
| 378319 | 2007 GM5               | 14 d'abril de 2007     | Bergisch Gladbac     | W. Bickel             |
| 378320 | 2007 GR6               | 17 de març de 2007     | Anderson Mesa        | LONEOS                |
| 378321 | 2007 GC17              | 11 d'abril de 2007     | Kitt Peak            | Spacewatch            |
| 378322 | 2007 GX26              | 14 d'abril de 2007     | Kitt Peak            | Spacewatch            |
| 378323 | 2007 GS36              | 14 d'abril de 2007     | Kitt Peak            | Spacewatch            |
| 378324 | 2007 GO37              | 14 d'abril de 2007     | Kitt Peak            | Spacewatch            |
| 378325 | 2007 GT40              | 14 d'abril de 2007     | Kitt Peak            | Spacewatch            |
| 378326 | 2007 GH45              | 14 d'abril de 2007     | Kitt Peak            | Spacewatch            |
| 378327 | 2007 GA46              | 14 d'abril de 2007     | Kitt Peak            | Spacewatch            |
| 378328 | 2007 GQ55              | 15 d'abril de 2007     | Kitt Peak            | Spacewatch            |
| 378329 | 2007 GG56              | 15 d'abril de 2007     | Kitt Peak            | Spacewatch            |
| 378330 | 2007 GO64              | 15 d'abril de 2007     | Kitt Peak            | Spacewatch            |
| 378331 | 2007 GX64              | 15 d'abril de 2007     | Kitt Peak            | Spacewatch            |
| 378332 | 2007 GY75              | 11 d'abril de 2007     | Mount Lemmon         | Mt. Lemmon Survey     |
| 378333 | 2007 HW6               | 18 de març de 2007     | Kitt Peak            | Spacewatch            |
| 378334 | 2007 HM9               | 18 d'abril de 2007     | Kitt Peak            | Spacewatch            |
| 378335 | 2007 HS9               | 26 de març de 2007     | Kitt Peak            | Spacewatch            |
| 378336 | 2007 HM13              | 18 d'abril de 2007     | Catalina             | CSS                   |
| 378337 | 2007 HP31              | 15 d'abril de 2007     | Kitt Peak            | Spacewatch            |
| 378338 | 2007 HX31              | 19 d'abril de 2007     | Kitt Peak            | Spacewatch            |
| 378339 | 2007 HB35              | 19 d'abril de 2007     | Kitt Peak            | Spacewatch            |
| 378340 | 2007 HV42              | 22 d'abril de 2007     | Mount Lemmon         | Mt. Lemmon Survey     |
| 378341 | 2007 HV47              | 20 d'abril de 2007     | Kitt Peak            | Spacewatch            |
| 378342 | 2007 HP48              | 20 d'abril de 2007     | Kitt Peak            | Spacewatch            |
| 378343 | 2007 HR51              | 19 de novembre de 2004 | Catalina             | CSS                   |
| 378344 | 2007 HS59              | 18 d'abril de 2007     | Mount Lemmon         | Mt. Lemmon Survey     |
| 378345 | 2007 HQ63              | 22 d'abril de 2007     | Mount Lemmon         | Mt. Lemmon Survey     |
| 378346 | 2007 HN69              | 24 d'abril de 2007     | Mount Lemmon         | Mt. Lemmon Survey     |
| 378347 | 2007 HS80              | 16 de març de 2007     | Kitt Peak            | Spacewatch            |
| 378348 | 2007 HA83              | 22 d'abril de 2007     | Kitt Peak            | Spacewatch            |
| 378349 | 2007 HK87              | 24 d'abril de 2007     | Kitt Peak            | Spacewatch            |
| 378350 | 2007 HP87              | 25 d'abril de 2007     | Kitt Peak            | Spacewatch            |
| 378351 | 2007 HF97              | 19 d'abril de 2007     | Mount Lemmon         | Mt. Lemmon Survey     |
| 378352 | 2007 JC9               | 9 de maig de 2007      | Mount Lemmon         | Mt. Lemmon Survey     |
| 378353 | 2007 JR21              | 9 de maig de 2007      | Mount Lemmon         | Mt. Lemmon Survey     |
| 378354 | 2007 JU23              | 8 de maig de 2007      | Lulin                | LUSS                  |
| 378355 | 2007 KG2               | 18 de maig de 2007     | Charleston           | Charleston            |
| 378356 | 2007 KL2               | 19 de maig de 2007     | Tiki                 | S. F. Hönig, N. Teamo |
| 378357 | 2007 KS3               | 23 de maig de 2007     | Mount Lemmon         | Mt. Lemmon Survey     |
| 378358 | 2007 LD                | 7 de juny de 2007      | Socorro              | LINEAR                |
| 378359 | 2007 LX2               | 8 de juny de 2007      | Kitt Peak            | Spacewatch            |
| 378360 | 2007 LH7               | 8 de juny de 2007      | Kitt Peak            | Spacewatch            |
| 378361 | 2007 LA14              | 30 de setembre de 2005 | Catalina             | CSS                   |
| 378362 | 2007 LZ15              | 10 de juny de 2007     | Kitt Peak            | Spacewatch            |
| 378363 | 2007 LK17              | 10 de juny de 2007     | Kitt Peak            | Spacewatch            |
| 378364 | 2007 LU24              | 14 de juny de 2007     | Kitt Peak            | Spacewatch            |
| 378365 | 2007 LL25              | 14 de juny de 2007     | Kitt Peak            | Spacewatch            |
| 378366 | 2007 MR2               | 16 de juny de 2007     | Kitt Peak            | Spacewatch            |
| 378367 | 2007 MB5               | 17 de juny de 2007     | Kitt Peak            | Spacewatch            |
| 378368 | 2007 MR5               | 19 de novembre de 2003 | Anderson Mesa        | LONEOS                |
| 378369 | 2007 ME16              | 20 de juny de 2007     | Kitt Peak            | Spacewatch            |
| 378370 | 2007 ON5               | 24 de juliol de 2007   | Wrightwood           | J. W. Young           |
| 378371 | 2007 PH13              | 8 d'agost de 2007      | Socorro              | LINEAR                |
| 378372 | 2007 PA14              | 8 d'agost de 2007      | Socorro              | LINEAR                |
| 378373 | 2007 PU14              | 8 d'agost de 2007      | Socorro              | LINEAR                |
| 378374 | 2007 PP23              | 9 de juny de 2007      | Catalina             | CSS                   |
| 378375 | 2007 PZ23              | 12 d'agost de 2007     | Socorro              | LINEAR                |
| 378376 | 2007 PM25              | 13 d'agost de 2007     | Socorro              | LINEAR                |
| 378377 | 2007 PY29              | 8 d'agost de 2007      | Socorro              | LINEAR                |
| 378378 | 2007 PF34              | 13 d'agost de 2007     | Socorro              | LINEAR                |
| 378379 | 2007 QM                | 16 d'agost de 2007     | Socorro              | LINEAR                |
| 378380 | 2007 QN10              | 23 d'agost de 2007     | Kitt Peak            | Spacewatch            |
| 378381 | 2007 QG13              | 21 d'agost de 2007     | Siding Spring        | Siding Spring Survey  |
| 378382 | 2007 QB14              | 24 d'agost de 2007     | Kitt Peak            | Spacewatch            |
| 378383 | 2007 QN14              | 23 d'agost de 2007     | Kitt Peak            | Spacewatch            |
| 378384 | 2007 QR14              | 24 d'agost de 2007     | Kitt Peak            | Spacewatch            |
| 378385 | 2007 QB15              | 24 d'agost de 2007     | Kitt Peak            | Spacewatch            |
| 378386 | 2007 QH15              | 23 d'agost de 2007     | Kitt Peak            | Spacewatch            |
| 378387 | 2007 QR16              | 21 d'agost de 2007     | Anderson Mesa        | LONEOS                |
| 378388 | 2007 QW17              | 24 d'agost de 2007     | Kitt Peak            | Spacewatch            |
| 378389 | 2007 RL3               | 3 de setembre de 2007  | Catalina             | CSS                   |
| 378390 | 2007 RX6               | 8 de març de 2005      | Catalina             | CSS                   |
| 378391 | 2007 RX28              | 4 de setembre de 2007  | Mount Lemmon         | Mt. Lemmon Survey     |
| 378392 | 2007 RP29              | 4 de setembre de 2007  | Catalina             | CSS                   |
| 378393 | 2007 RG31              | 5 de setembre de 2007  | Catalina             | CSS                   |
| 378394 | 2007 RC40              | 9 de setembre de 2007  | Kitt Peak            | Spacewatch            |
| 378395 | 2007 RU45              | 9 de setembre de 2007  | Kitt Peak            | Spacewatch            |
| 378396 | 2007 RO46              | 9 de setembre de 2007  | Kitt Peak            | Spacewatch            |
| 378397 | 2007 RQ52              | 9 de setembre de 2007  | Mount Lemmon         | Mt. Lemmon Survey     |
| 378398 | 2007 RN53              | 9 de setembre de 2007  | Kitt Peak            | Spacewatch            |
| 378399 | 2007 RY55              | 9 de setembre de 2007  | Kitt Peak            | Spacewatch            |
| 378400 | 2007 RM59              | 10 de setembre de 2007 | Kitt Peak            | Spacewatch            |

## 378401-378500
| Nom    | Designació provisional | Data de descobriment   | Lloc de descobriment | Descobridor/s          |
| ------ | ---------------------- | ---------------------- | -------------------- | ---------------------- |
| 378401 | 2007 RD70              | 10 de setembre de 2007 | Kitt Peak            | Spacewatch             |
| 378402 | 2007 RE71              | 3 de setembre de 2007  | Catalina             | CSS                    |
| 378403 | 2007 RL74              | 10 d'agost de 2007     | Kitt Peak            | Spacewatch             |
| 378404 | 2007 RS77              | 10 de setembre de 2007 | Mount Lemmon         | Mt. Lemmon Survey      |
| 378405 | 2007 RS90              | 10 de setembre de 2007 | Mount Lemmon         | Mt. Lemmon Survey      |
| 378406 | 2007 RB95              | 10 de setembre de 2007 | Kitt Peak            | Spacewatch             |
| 378407 | 2007 RQ96              | 10 de setembre de 2007 | Kitt Peak            | Spacewatch             |
| 378408 | 2007 RV108             | 11 de setembre de 2007 | Kitt Peak            | Spacewatch             |
| 378409 | 2007 RZ108             | 11 de setembre de 2007 | Kitt Peak            | Spacewatch             |
| 378410 | 2007 RR118             | 11 de setembre de 2007 | Mount Lemmon         | Mt. Lemmon Survey      |
| 378411 | 2007 RS119             | 11 de setembre de 2007 | XuYi                 | PMO NEO Survey Program |
| 378412 | 2007 RJ128             | 12 de setembre de 2007 | Mount Lemmon         | Mt. Lemmon Survey      |
| 378413 | 2007 RR128             | 12 de setembre de 2007 | Mount Lemmon         | Mt. Lemmon Survey      |
| 378414 | 2007 RX129             | 12 de setembre de 2007 | Mount Lemmon         | Mt. Lemmon Survey      |
| 378415 | 2007 RL130             | 12 de setembre de 2007 | Mount Lemmon         | Mt. Lemmon Survey      |
| 378416 | 2007 RU143             | 14 de setembre de 2007 | Socorro              | LINEAR                 |
| 378417 | 2007 RV166             | 10 de setembre de 2007 | Kitt Peak            | Spacewatch             |
| 378418 | 2007 RV174             | 10 de setembre de 2007 | Kitt Peak            | Spacewatch             |
| 378419 | 2007 RU187             | 5 de setembre de 2007  | Anderson Mesa        | LONEOS                 |
| 378420 | 2007 RR201             | 29 de febrer de 2004   | Kitt Peak            | Spacewatch             |
| 378421 | 2007 RX205             | 10 de setembre de 2007 | Mount Lemmon         | Mt. Lemmon Survey      |
| 378422 | 2007 RP207             | 10 de setembre de 2007 | Kitt Peak            | Spacewatch             |
| 378423 | 2007 RM209             | 10 de setembre de 2007 | Kitt Peak            | Spacewatch             |
| 378424 | 2007 RK212             | 11 de setembre de 2007 | Kitt Peak            | Spacewatch             |
| 378425 | 2007 RY220             | 14 de setembre de 2007 | Mount Lemmon         | Mt. Lemmon Survey      |
| 378426 | 2007 RV221             | 14 de setembre de 2007 | Mount Lemmon         | Mt. Lemmon Survey      |
| 378427 | 2007 RU222             | 14 de setembre de 2007 | Siding Spring        | Siding Spring Survey   |
| 378428 | 2007 RD224             | 10 de setembre de 2007 | Kitt Peak            | Spacewatch             |
| 378429 | 2007 RL224             | 10 de setembre de 2007 | Kitt Peak            | Spacewatch             |
| 378430 | 2007 RE230             | 11 de setembre de 2007 | Kitt Peak            | Spacewatch             |
| 378431 | 2007 RV232             | 11 de setembre de 2007 | XuYi                 | PMO NEO Survey Program |
| 378432 | 2007 RP239             | 14 de setembre de 2007 | Anderson Mesa        | LONEOS                 |
| 378433 | 2007 RT246             | 12 de setembre de 2007 | Catalina             | CSS                    |
| 378434 | 2007 RT249             | 13 de setembre de 2007 | Catalina             | CSS                    |
| 378435 | 2007 RA250             | 13 de setembre de 2007 | Kitt Peak            | Spacewatch             |
| 378436 | 2007 RG267             | 15 de setembre de 2007 | Kitt Peak            | Spacewatch             |
| 378437 | 2007 RJ269             | 15 de setembre de 2007 | Kitt Peak            | Spacewatch             |
| 378438 | 2007 RO272             | 15 de setembre de 2007 | Kitt Peak            | Spacewatch             |
| 378439 | 2007 RJ285             | 13 de setembre de 2007 | Mount Lemmon         | Mt. Lemmon Survey      |
| 378440 | 2007 RO289             | 12 de setembre de 2007 | Mount Lemmon         | Mt. Lemmon Survey      |
| 378441 | 2007 RO292             | 12 de setembre de 2007 | Mount Lemmon         | Mt. Lemmon Survey      |
| 378442 | 2007 RO293             | 13 de setembre de 2007 | Mount Lemmon         | Mt. Lemmon Survey      |
| 378443 | 2007 RQ293             | 13 de setembre de 2007 | Mount Lemmon         | Mt. Lemmon Survey      |
| 378444 | 2007 RA296             | 15 de setembre de 2007 | Kitt Peak            | Spacewatch             |
| 378445 | 2007 RA301             | 12 de setembre de 2007 | Mount Lemmon         | Mt. Lemmon Survey      |
| 378446 | 2007 RD301             | 12 de setembre de 2007 | Mount Lemmon         | Mt. Lemmon Survey      |
| 378447 | 2007 RS310             | 12 de setembre de 2007 | Catalina             | CSS                    |
| 378448 | 2007 RS311             | 3 de setembre de 2007  | Catalina             | CSS                    |
| 378449 | 2007 RP312             | 13 de setembre de 2007 | Mount Lemmon         | Mt. Lemmon Survey      |
| 378450 | 2007 RS312             | 14 de setembre de 2007 | Catalina             | CSS                    |
| 378451 | 2007 RY312             | 3 de setembre de 2007  | Catalina             | CSS                    |
| 378452 | 2007 RA313             | 3 de setembre de 2007  | Mount Lemmon         | Mt. Lemmon Survey      |
| 378453 | 2007 RD315             | 13 de gener de 2004    | Anderson Mesa        | LONEOS                 |
| 378454 | 2007 RZ317             | 13 de febrer de 2004   | Kitt Peak            | Spacewatch             |
| 378455 | 2007 RA318             | 10 de setembre de 2007 | Kitt Peak            | Spacewatch             |
| 378456 | 2007 RO318             | 11 de setembre de 2007 | Kitt Peak            | Spacewatch             |
| 378457 | 2007 RZ318             | 12 de setembre de 2007 | Catalina             | CSS                    |
| 378458 | 2007 ST                | 18 de setembre de 2007 | Hibiscus             | S. F. Hönig, N. Teamo  |
| 378459 | 2007 SG6               | 21 de setembre de 2007 | Schiaparelli         | Schiaparelli           |
| 378460 | 2007 SL23              | 18 de setembre de 2007 | Socorro              | LINEAR                 |
| 378461 | 2007 TV                | 11 de setembre de 2007 | Catalina             | CSS                    |
| 378462 | 2007 TF6               | 6 d'octubre de 2007    | Dauban               | Chante-Perdrix         |
| 378463 | 2007 TN7               | 7 d'octubre de 2007    | Pla D'Arguines       | R. Ferrando            |
| 378464 | 2007 TP15              | 3 d'octubre de 2007    | Eskridge             | G. Hug                 |
| 378465 | 2007 TV19              | 6 d'octubre de 2007    | Socorro              | LINEAR                 |
| 378466 | 2007 TF20              | 7 d'octubre de 2007    | Socorro              | LINEAR                 |
| 378467 | 2007 TK24              | 11 d'octubre de 2007   | Eskridge             | G. Hug                 |
| 378468 | 2007 TL26              | 4 d'octubre de 2007    | Mount Lemmon         | Mt. Lemmon Survey      |
| 378469 | 2007 TA32              | 5 d'octubre de 2007    | Siding Spring        | Siding Spring Survey   |
| 378470 | 2007 TV59              | 5 d'octubre de 2007    | Kitt Peak            | Spacewatch             |
| 378471 | 2007 TH68              | 11 d'octubre de 2007   | Alter Satzberg       | M. Pietschnig          |
| 378472 | 2007 TS76              | 5 d'octubre de 2007    | Kitt Peak            | Spacewatch             |
| 378473 | 2007 TL90              | 8 d'octubre de 2007    | Mount Lemmon         | Mt. Lemmon Survey      |
| 378474 | 2007 TV103             | 8 d'octubre de 2007    | Mount Lemmon         | Mt. Lemmon Survey      |
| 378475 | 2007 TJ106             | 4 d'octubre de 2007    | Mount Lemmon         | Mt. Lemmon Survey      |
| 378476 | 2007 TM110             | 27 de juliol de 2001   | Anderson Mesa        | LONEOS                 |
| 378477 | 2007 TO115             | 8 d'octubre de 2007    | Anderson Mesa        | LONEOS                 |
| 378478 | 2007 TU117             | 9 d'octubre de 2007    | Kitt Peak            | Spacewatch             |
| 378479 | 2007 TJ123             | 6 d'octubre de 2007    | Kitt Peak            | Spacewatch             |
| 378480 | 2007 TM138             | 9 d'octubre de 2007    | Kitt Peak            | Spacewatch             |
| 378481 | 2007 TD148             | 4 d'octubre de 2007    | XuYi                 | PMO NEO Survey Program |
| 378482 | 2007 TY150             | 18 de setembre de 2007 | Catalina             | CSS                    |
| 378483 | 2007 TF152             | 9 d'octubre de 2007    | Socorro              | LINEAR                 |
| 378484 | 2007 TB156             | 12 de setembre de 2007 | Mount Lemmon         | Mt. Lemmon Survey      |
| 378485 | 2007 TV157             | 9 d'octubre de 2007    | Socorro              | LINEAR                 |
| 378486 | 2007 TT168             | 12 d'octubre de 2007   | Socorro              | LINEAR                 |
| 378487 | 2007 TS173             | 4 d'octubre de 2007    | Kitt Peak            | Spacewatch             |
| 378488 | 2007 TT180             | 8 d'octubre de 2007    | Catalina             | CSS                    |
| 378489 | 2007 TB182             | 8 d'octubre de 2007    | Catalina             | CSS                    |
| 378490 | 2007 TB212             | 7 d'octubre de 2007    | Kitt Peak            | Spacewatch             |
| 378491 | 2007 TA222             | 9 d'octubre de 2007    | Kitt Peak            | Spacewatch             |
| 378492 | 2007 TE235             | 9 d'octubre de 2007    | Kitt Peak            | Spacewatch             |
| 378493 | 2007 TL259             | 10 d'octubre de 2007   | Mount Lemmon         | Mt. Lemmon Survey      |
| 378494 | 2007 TZ274             | 11 d'octubre de 2007   | Mount Lemmon         | Mt. Lemmon Survey      |
| 378495 | 2007 TL280             | 12 de setembre de 2007 | Catalina             | CSS                    |
| 378496 | 2007 TL281             | 15 de setembre de 2007 | Kitt Peak            | Spacewatch             |
| 378497 | 2007 TJ300             | 12 d'octubre de 2007   | Kitt Peak            | Spacewatch             |
| 378498 | 2007 TE311             | 11 d'octubre de 2007   | Catalina             | CSS                    |
| 378499 | 2007 TU311             | 11 d'octubre de 2007   | Mount Lemmon         | Mt. Lemmon Survey      |
| 378500 | 2007 TG379             | 13 d'octubre de 2007   | Catalina             | CSS                    |

## 378501-378600
| Nom    | Designació provisional | Data de descobriment   | Lloc de descobriment | Descobridor/s        |
| ------ | ---------------------- | ---------------------- | -------------------- | -------------------- |
| 378501 | 2007 TE393             | 12 d'octubre de 2007   | Goodricke-Pigott     | R. A. Tucker         |
| 378502 | 2007 TW404             | 15 d'octubre de 2007   | Kitt Peak            | Spacewatch           |
| 378503 | 2007 TR413             | 11 d'octubre de 2007   | Catalina             | CSS                  |
| 378504 | 2007 TK418             | 4 d'octubre de 2007    | Kitt Peak            | Spacewatch           |
| 378505 | 2007 TS421             | 12 d'octubre de 2007   | Catalina             | CSS                  |
| 378506 | 2007 TB438             | 9 d'octubre de 2007    | Mount Lemmon         | Mt. Lemmon Survey    |
| 378507 | 2007 TH445             | 3 d'octubre de 2007    | Las Campanas         | Las Campanas         |
| 378508 | 2007 TH449             | 9 d'octubre de 2007    | Kitt Peak            | Spacewatch           |
| 378509 | 2007 UP9               | 17 d'octubre de 2007   | Anderson Mesa        | LONEOS               |
| 378510 | 2007 UB14              | 16 d'octubre de 2007   | Mount Lemmon         | Mt. Lemmon Survey    |
| 378511 | 2007 UO14              | 13 de setembre de 2007 | Mount Lemmon         | Mt. Lemmon Survey    |
| 378512 | 2007 UE19              | 18 d'octubre de 2007   | Mount Lemmon         | Mt. Lemmon Survey    |
| 378513 | 2007 UN23              | 16 d'octubre de 2007   | Kitt Peak            | Spacewatch           |
| 378514 | 2007 UX28              | 18 d'octubre de 2007   | Kitt Peak            | Spacewatch           |
| 378515 | 2007 UU56              | 30 d'octubre de 2007   | Mount Lemmon         | Mt. Lemmon Survey    |
| 378516 | 2007 UG62              | 30 d'octubre de 2007   | Mount Lemmon         | Mt. Lemmon Survey    |
| 378517 | 2007 UF88              | 16 d'octubre de 2007   | Mount Lemmon         | Mt. Lemmon Survey    |
| 378518 | 2007 UP93              | 31 d'octubre de 2007   | Mount Lemmon         | Mt. Lemmon Survey    |
| 378519 | 2007 UT121             | 11 d'octubre de 2007   | Catalina             | CSS                  |
| 378520 | 2007 VP20              | 2 de novembre de 2007  | Catalina             | CSS                  |
| 378521 | 2007 VB26              | 2 de novembre de 2007  | Mount Lemmon         | Mt. Lemmon Survey    |
| 378522 | 2007 VV67              | 3 de novembre de 2007  | Mount Lemmon         | Mt. Lemmon Survey    |
| 378523 | 2007 VY88              | 2 de novembre de 2007  | Catalina             | CSS                  |
| 378524 | 2007 VP154             | 5 de novembre de 2007  | Kitt Peak            | Spacewatch           |
| 378525 | 2007 VV177             | 7 de novembre de 2007  | Mount Lemmon         | Mt. Lemmon Survey    |
| 378526 | 2007 VH186             | 11 de novembre de 2007 | Catalina             | CSS                  |
| 378527 | 2007 VK243             | 13 de novembre de 2007 | Mount Lemmon         | Mt. Lemmon Survey    |
| 378528 | 2007 WT63              | 21 de novembre de 2007 | Mount Lemmon         | Mt. Lemmon Survey    |
| 378529 | 2007 YC22              | 4 de desembre de 2007  | Mount Lemmon         | Mt. Lemmon Survey    |
| 378530 | 2007 YF51              | 28 de desembre de 2007 | Kitt Peak            | Spacewatch           |
| 378531 | 2008 AR8               | 10 de gener de 2008    | Kitt Peak            | Spacewatch           |
| 378532 | 2008 AP28              | 10 de gener de 2008    | Mount Lemmon         | Mt. Lemmon Survey    |
| 378533 | 2008 AB55              | 30 de desembre de 2007 | Kitt Peak            | Spacewatch           |
| 378534 | 2008 AZ91              | 14 de gener de 2008    | Kitt Peak            | Spacewatch           |
| 378535 | 2008 AN98              | 14 de gener de 2008    | Kitt Peak            | Spacewatch           |
| 378536 | 2008 AX100             | 14 de gener de 2008    | Kitt Peak            | Spacewatch           |
| 378537 | 2008 AY127             | 11 de gener de 2008    | Kitt Peak            | Spacewatch           |
| 378538 | 2008 AC138             | 14 de gener de 2008    | Kitt Peak            | Spacewatch           |
| 378539 | 2008 BA6               | 16 de gener de 2008    | Kitt Peak            | Spacewatch           |
| 378540 | 2008 BF36              | 30 de gener de 2008    | Kitt Peak            | Spacewatch           |
| 378541 | 2008 BO36              | 30 de gener de 2008    | Kitt Peak            | Spacewatch           |
| 378542 | 2008 CE4               | 31 de desembre de 2007 | Kitt Peak            | Spacewatch           |
| 378543 | 2008 CY11              | 3 de febrer de 2008    | Kitt Peak            | Spacewatch           |
| 378544 | 2008 CA25              | 1 de febrer de 2008    | Kitt Peak            | Spacewatch           |
| 378545 | 2008 CJ25              | 1 de febrer de 2008    | Kitt Peak            | Spacewatch           |
| 378546 | 2008 CP34              | 2 de febrer de 2008    | Kitt Peak            | Spacewatch           |
| 378547 | 2008 CU43              | 2 de febrer de 2008    | Mount Lemmon         | Mt. Lemmon Survey    |
| 378548 | 2008 CW44              | 11 de gener de 2008    | Mount Lemmon         | Mt. Lemmon Survey    |
| 378549 | 2008 CW80              | 7 de febrer de 2008    | Kitt Peak            | Spacewatch           |
| 378550 | 2008 CU103             | 9 de febrer de 2008    | Kitt Peak            | Spacewatch           |
| 378551 | 2008 CM108             | 9 de febrer de 2008    | Catalina             | CSS                  |
| 378552 | 2008 CZ110             | 20 de gener de 2008    | Kitt Peak            | Spacewatch           |
| 378553 | 2008 CN138             | 8 de febrer de 2008    | Kitt Peak            | Spacewatch           |
| 378554 | 2008 CD147             | 11 de gener de 2008    | Mount Lemmon         | Mt. Lemmon Survey    |
| 378555 | 2008 CW152             | 9 de febrer de 2008    | Catalina             | CSS                  |
| 378556 | 2008 CL156             | 9 de febrer de 2008    | Kitt Peak            | Spacewatch           |
| 378557 | 2008 CY159             | 9 de febrer de 2008    | Kitt Peak            | Spacewatch           |
| 378558 | 2008 CB164             | 10 de febrer de 2008   | Catalina             | CSS                  |
| 378559 | 2008 CW170             | 12 de febrer de 2008   | Mount Lemmon         | Mt. Lemmon Survey    |
| 378560 | 2008 CH172             | 13 de febrer de 2008   | Mount Lemmon         | Mt. Lemmon Survey    |
| 378561 | 2008 CC183             | 11 de febrer de 2008   | Mount Lemmon         | Mt. Lemmon Survey    |
| 378562 | 2008 CG184             | 14 de febrer de 2008   | Mount Lemmon         | Mt. Lemmon Survey    |
| 378563 | 2008 CU193             | 8 de febrer de 2008    | Kitt Peak            | Spacewatch           |
| 378564 | 2008 CF197             | 8 de febrer de 2008    | Kitt Peak            | Spacewatch           |
| 378565 | 2008 CK201             | 2 de febrer de 2008    | Kitt Peak            | Spacewatch           |
| 378566 | 2008 CL205             | 2 de febrer de 2008    | Mount Lemmon         | Mt. Lemmon Survey    |
| 378567 | 2008 CM205             | 2 de febrer de 2008    | Kitt Peak            | Spacewatch           |
| 378568 | 2008 CM213             | 9 de febrer de 2008    | Mount Lemmon         | Mt. Lemmon Survey    |
| 378569 | 2008 CP214             | 12 de febrer de 2008   | Socorro              | LINEAR               |
| 378570 | 2008 DY14              | 26 de febrer de 2008   | Mount Lemmon         | Mt. Lemmon Survey    |
| 378571 | 2008 DX31              | 27 de febrer de 2008   | Kitt Peak            | Spacewatch           |
| 378572 | 2008 DY31              | 27 de febrer de 2008   | Kitt Peak            | Spacewatch           |
| 378573 | 2008 DR53              | 29 de febrer de 2008   | Mount Lemmon         | Mt. Lemmon Survey    |
| 378574 | 2008 DY53              | 29 de febrer de 2008   | Siding Spring        | Siding Spring Survey |
| 378575 | 2008 DF55              | 26 de febrer de 2008   | Kitt Peak            | Spacewatch           |
| 378576 | 2008 DB56              | 28 de febrer de 2008   | Kitt Peak            | Spacewatch           |
| 378577 | 2008 DC56              | 28 de febrer de 2008   | Kitt Peak            | Spacewatch           |
| 378578 | 2008 DE56              | 28 de febrer de 2008   | Nogales              | Tenagra II           |
| 378579 | 2008 DT59              | 27 de febrer de 2008   | Mount Lemmon         | Mt. Lemmon Survey    |
| 378580 | 2008 DA60              | 28 de gener de 2004    | Kitt Peak            | Spacewatch           |
| 378581 | 2008 DV67              | 29 de febrer de 2008   | Kitt Peak            | Spacewatch           |
| 378582 | 2008 DK82              | 28 de febrer de 2008   | Kitt Peak            | Spacewatch           |
| 378583 | 2008 DM84              | 25 de febrer de 2008   | Mount Lemmon         | Mt. Lemmon Survey    |
| 378584 | 2008 DK89              | 28 de febrer de 2008   | Mount Lemmon         | Mt. Lemmon Survey    |
| 378585 | 2008 EY6               | 3 de març de 2008      | Dauban               | F. Kugel             |
| 378586 | 2008 EJ15              | 1 de març de 2008      | Kitt Peak            | Spacewatch           |
| 378587 | 2008 ER20              | 2 de març de 2008      | Kitt Peak            | Spacewatch           |
| 378588 | 2008 EQ21              | 2 de març de 2008      | Kitt Peak            | Spacewatch           |
| 378589 | 2008 EZ22              | 3 de març de 2008      | Catalina             | CSS                  |
| 378590 | 2008 EA23              | 3 de març de 2008      | Catalina             | CSS                  |
| 378591 | 2008 EO35              | 2 de març de 2008      | Kitt Peak            | Spacewatch           |
| 378592 | 2008 EK42              | 4 de març de 2008      | Kitt Peak            | Spacewatch           |
| 378593 | 2008 EV44              | 15 de setembre de 2006 | Kitt Peak            | Spacewatch           |
| 378594 | 2008 EO46              | 5 de març de 2008      | Mount Lemmon         | Mt. Lemmon Survey    |
| 378595 | 2008 EK47              | 5 de març de 2008      | Mount Lemmon         | Mt. Lemmon Survey    |
| 378596 | 2008 EH48              | 5 de març de 2008      | Kitt Peak            | Spacewatch           |
| 378597 | 2008 EV52              | 6 de març de 2008      | Mount Lemmon         | Mt. Lemmon Survey    |
| 378598 | 2008 EL58              | 10 de gener de 2008    | Kitt Peak            | Spacewatch           |
| 378599 | 2008 EP88              | 7 de març de 2008      | Socorro              | LINEAR               |
| 378600 | 2008 EM89              | 9 de març de 2008      | Socorro              | LINEAR               |

## 378601-378700
| Nom    | Designació provisional | Data de descobriment   | Lloc de descobriment | Descobridor/s          |
| ------ | ---------------------- | ---------------------- | -------------------- | ---------------------- |
| 378601 | 2008 EA108             | 7 de març de 2008      | Mount Lemmon         | Mt. Lemmon Survey      |
| 378602 | 2008 EQ116             | 8 de març de 2008      | Kitt Peak            | Spacewatch             |
| 378603 | 2008 EG121             | 9 de març de 2008      | Kitt Peak            | Spacewatch             |
| 378604 | 2008 ER137             | 11 de març de 2008     | Kitt Peak            | Spacewatch             |
| 378605 | 2008 EF149             | 3 de març de 2008      | Purple Mountain      | PMO NEO Survey Program |
| 378606 | 2008 EN154             | 4 de març de 2008      | Mount Lemmon         | Mt. Lemmon Survey      |
| 378607 | 2008 EW156             | 10 de març de 2008     | Kitt Peak            | Spacewatch             |
| 378608 | 2008 EW157             | 1 de març de 2008      | Kitt Peak            | Spacewatch             |
| 378609 | 2008 ES164             | 1 de març de 2008      | Kitt Peak            | Spacewatch             |
| 378610 | 2008 FT6               | 29 de març de 2008     | Kitt Peak            | Spacewatch             |
| 378611 | 2008 FY15              | 26 de març de 2008     | Kitt Peak            | Spacewatch             |
| 378612 | 2008 FW39              | 28 de març de 2008     | Kitt Peak            | Spacewatch             |
| 378613 | 2008 FE41              | 28 de març de 2008     | Kitt Peak            | Spacewatch             |
| 378614 | 2008 FK42              | 28 de març de 2008     | Mount Lemmon         | Mt. Lemmon Survey      |
| 378615 | 2008 FQ53              | 28 de març de 2008     | Mount Lemmon         | Mt. Lemmon Survey      |
| 378616 | 2008 FN55              | 28 de març de 2008     | Mount Lemmon         | Mt. Lemmon Survey      |
| 378617 | 2008 FS66              | 28 de març de 2008     | Kitt Peak            | Spacewatch             |
| 378618 | 2008 FT66              | 28 de març de 2008     | Kitt Peak            | Spacewatch             |
| 378619 | 2008 FW66              | 28 de març de 2008     | Kitt Peak            | Spacewatch             |
| 378620 | 2008 FY66              | 28 de març de 2008     | Kitt Peak            | Spacewatch             |
| 378621 | 2008 FV68              | 28 de març de 2008     | Mount Lemmon         | Mt. Lemmon Survey      |
| 378622 | 2008 FE69              | 28 de març de 2008     | Mount Lemmon         | Mt. Lemmon Survey      |
| 378623 | 2008 FY74              | 31 de març de 2008     | Mount Lemmon         | Mt. Lemmon Survey      |
| 378624 | 2008 FV76              | 27 de març de 2008     | Kitt Peak            | Spacewatch             |
| 378625 | 2008 FM83              | 28 de març de 2008     | Kitt Peak            | Spacewatch             |
| 378626 | 2008 FY89              | 29 de març de 2008     | Mount Lemmon         | Mt. Lemmon Survey      |
| 378627 | 2008 FP97              | 30 de març de 2008     | Kitt Peak            | Spacewatch             |
| 378628 | 2008 FK102             | 30 de març de 2008     | Kitt Peak            | Spacewatch             |
| 378629 | 2008 FZ102             | 30 de març de 2008     | Kitt Peak            | Spacewatch             |
| 378630 | 2008 FT104             | 30 de març de 2008     | Kitt Peak            | Spacewatch             |
| 378631 | 2008 FV107             | 31 de març de 2008     | Kitt Peak            | Spacewatch             |
| 378632 | 2008 FX107             | 31 de març de 2008     | Kitt Peak            | Spacewatch             |
| 378633 | 2008 FD115             | 31 de març de 2008     | Mount Lemmon         | Mt. Lemmon Survey      |
| 378634 | 2008 FM116             | 31 de març de 2008     | Kitt Peak            | Spacewatch             |
| 378635 | 2008 FQ127             | 26 de març de 2008     | Mount Lemmon         | Mt. Lemmon Survey      |
| 378636 | 2008 FM128             | 28 de març de 2008     | Mount Lemmon         | Mt. Lemmon Survey      |
| 378637 | 2008 FM129             | 31 de març de 2008     | Kitt Peak            | Spacewatch             |
| 378638 | 2008 FT129             | 31 de març de 2008     | Kitt Peak            | Spacewatch             |
| 378639 | 2008 FG130             | 29 de març de 2008     | Kitt Peak            | Spacewatch             |
| 378640 | 2008 FC133             | 30 de març de 2008     | Kitt Peak            | Spacewatch             |
| 378641 | 2008 FX134             | 30 de març de 2008     | Kitt Peak            | Spacewatch             |
| 378642 | 2008 FR136             | 29 de març de 2008     | Kitt Peak            | Spacewatch             |
| 378643 | 2008 FT137             | 31 de març de 2008     | Kitt Peak            | Spacewatch             |
| 378644 | 2008 GG4               | 7 d'abril de 2008      | Grove Creek          | F. Tozzi               |
| 378645 | 2008 GU10              | 23 de febrer de 2004   | Socorro              | LINEAR                 |
| 378646 | 2008 GQ27              | 3 d'abril de 2008      | Mount Lemmon         | Mt. Lemmon Survey      |
| 378647 | 2008 GF35              | 3 d'abril de 2008      | Kitt Peak            | Spacewatch             |
| 378648 | 2008 GM35              | 3 d'abril de 2008      | Kitt Peak            | Spacewatch             |
| 378649 | 2008 GH37              | 3 d'abril de 2008      | Kitt Peak            | Spacewatch             |
| 378650 | 2008 GS37              | 3 d'abril de 2008      | Kitt Peak            | Spacewatch             |
| 378651 | 2008 GF41              | 28 de novembre de 1999 | Kitt Peak            | Spacewatch             |
| 378652 | 2008 GR41              | 19 de setembre de 2001 | Kitt Peak            | Spacewatch             |
| 378653 | 2008 GY46              | 4 d'abril de 2008      | Kitt Peak            | Spacewatch             |
| 378654 | 2008 GZ52              | 5 d'abril de 2008      | Mount Lemmon         | Mt. Lemmon Survey      |
| 378655 | 2008 GY72              | 7 d'abril de 2008      | Mount Lemmon         | Mt. Lemmon Survey      |
| 378656 | 2008 GB73              | 7 d'abril de 2008      | Mount Lemmon         | Mt. Lemmon Survey      |
| 378657 | 2008 GO77              | 7 d'abril de 2008      | Kitt Peak            | Spacewatch             |
| 378658 | 2008 GV82              | 8 d'abril de 2008      | Kitt Peak            | Spacewatch             |
| 378659 | 2008 GU97              | 8 d'abril de 2008      | Kitt Peak            | Spacewatch             |
| 378660 | 2008 GQ100             | 1 d'abril de 2008      | Kitt Peak            | Spacewatch             |
| 378661 | 2008 GR103             | 28 de març de 2008     | Kitt Peak            | Spacewatch             |
| 378662 | 2008 GK104             | 11 d'abril de 2008     | Kitt Peak            | Spacewatch             |
| 378663 | 2008 GU106             | 12 d'abril de 2008     | Catalina             | CSS                    |
| 378664 | 2008 GL107             | 12 d'abril de 2008     | Mount Lemmon         | Mt. Lemmon Survey      |
| 378665 | 2008 GB116             | 11 d'abril de 2008     | Kitt Peak            | Spacewatch             |
| 378666 | 2008 GS117             | 11 d'abril de 2008     | Kitt Peak            | Spacewatch             |
| 378667 | 2008 GK137             | 6 d'abril de 2008      | Mount Lemmon         | Mt. Lemmon Survey      |
| 378668 | 2008 GN140             | 7 d'abril de 2008      | Kitt Peak            | Spacewatch             |
| 378669 | 2008 HO4               | 29 d'abril de 2008     | Vicques              | M. Ory                 |
| 378670 | 2008 HR8               | 24 d'abril de 2008     | Kitt Peak            | Spacewatch             |
| 378671 | 2008 HZ11              | 24 d'abril de 2008     | Kitt Peak            | Spacewatch             |
| 378672 | 2008 HD13              | 25 d'abril de 2008     | Kitt Peak            | Spacewatch             |
| 378673 | 2008 HT19              | 14 d'abril de 2008     | Mount Lemmon         | Mt. Lemmon Survey      |
| 378674 | 2008 HV21              | 26 d'abril de 2008     | Mount Lemmon         | Mt. Lemmon Survey      |
| 378675 | 2008 HW39              | 26 d'abril de 2008     | Mount Lemmon         | Mt. Lemmon Survey      |
| 378676 | 2008 HB42              | 26 d'abril de 2008     | Mount Lemmon         | Mt. Lemmon Survey      |
| 378677 | 2008 HX45              | 28 d'abril de 2008     | Kitt Peak            | Spacewatch             |
| 378678 | 2008 HG50              | 29 d'abril de 2008     | Kitt Peak            | Spacewatch             |
| 378679 | 2008 HU55              | 29 d'abril de 2008     | Kitt Peak            | Spacewatch             |
| 378680 | 2008 HX62              | 28 d'abril de 2008     | Kitt Peak            | Spacewatch             |
| 378681 | 2008 HJ64              | 29 d'abril de 2008     | Mount Lemmon         | Mt. Lemmon Survey      |
| 378682 | 2008 JD4               | 1 de maig de 2008      | Kitt Peak            | Spacewatch             |
| 378683 | 2008 JZ11              | 3 de maig de 2008      | Kitt Peak            | Spacewatch             |
| 378684 | 2008 JC17              | 3 de maig de 2008      | Mount Lemmon         | Mt. Lemmon Survey      |
| 378685 | 2008 JJ22              | 1 de maig de 2008      | Siding Spring        | Siding Spring Survey   |
| 378686 | 2008 JW26              | 7 de maig de 2008      | Kitt Peak            | Spacewatch             |
| 378687 | 2008 JM30              | 11 de maig de 2008     | Kitt Peak            | Spacewatch             |
| 378688 | 2008 JN38              | 15 de maig de 2008     | Mount Lemmon         | Mt. Lemmon Survey      |
| 378689 | 2008 KT4               | 27 de maig de 2008     | Kitt Peak            | Spacewatch             |
| 378690 | 2008 KL5               | 15 de març de 2004     | Kitt Peak            | Spacewatch             |
| 378691 | 2008 KU7               | 27 de maig de 2008     | Kitt Peak            | Spacewatch             |
| 378692 | 2008 KO10              | 30 de març de 2008     | Kitt Peak            | Spacewatch             |
| 378693 | 2008 KE15              | 27 de maig de 2008     | Mount Lemmon         | Mt. Lemmon Survey      |
| 378694 | 2008 KT28              | 31 de maig de 2008     | Kitt Peak            | Spacewatch             |
| 378695 | 2008 KG30              | 27 d'abril de 2008     | Mount Lemmon         | Mt. Lemmon Survey      |
| 378696 | 2008 KU38              | 30 de maig de 2008     | Kitt Peak            | Spacewatch             |
| 378697 | 2008 LS                | 1 de juny de 2008      | Mount Lemmon         | Mt. Lemmon Survey      |
| 378698 | 2008 LT11              | 3 de maig de 2008      | Mount Lemmon         | Mt. Lemmon Survey      |
| 378699 | 2008 LE17              | 10 de juny de 2008     | Kitt Peak            | Spacewatch             |
| 378700 | 2008 MU                | 26 de juny de 2008     | Siding Spring        | Siding Spring Survey   |

## 378701-378800
| Nom    | Designació provisional | Data de descobriment   | Lloc de descobriment | Descobridor/s        |
| ------ | ---------------------- | ---------------------- | -------------------- | -------------------- |
| 378701 | 2008 NJ1               | 1 de juliol de 2008    | Bergisch Gladbac     | W. Bickel            |
| 378702 | 2008 OV3               | 25 de juliol de 2008   | Siding Spring        | Siding Spring Survey |
| 378703 | 2008 OS19              | 29 de juliol de 2008   | Kitt Peak            | Spacewatch           |
| 378704 | 2008 OR20              | 29 de juliol de 2008   | Kitt Peak            | Spacewatch           |
| 378705 | 2008 OQ23              | 29 de juliol de 2008   | Kitt Peak            | Spacewatch           |
| 378706 | 2008 OD24              | 30 de juliol de 2008   | Kitt Peak            | Spacewatch           |
| 378707 | 2008 PP6               | 2 d'agost de 2008      | Siding Spring        | Siding Spring Survey |
| 378708 | 2008 PD13              | 10 d'agost de 2008     | La Sagra             | OAM                  |
| 378709 | 2008 PP14              | 30 de juliol de 2008   | Kitt Peak            | Spacewatch           |
| 378710 | 2008 PN15              | 7 d'agost de 2008      | La Sagra             | OAM                  |
| 378711 | 2008 PP16              | 26 de juliol de 2008   | Siding Spring        | Siding Spring Survey |
| 378712 | 2008 PO20              | 2 d'agost de 2008      | Siding Spring        | Siding Spring Survey |
| 378713 | 2008 PT20              | 5 d'agost de 2008      | Siding Spring        | Siding Spring Survey |
| 378714 | 2008 PY20              | 2 d'agost de 2008      | Siding Spring        | Siding Spring Survey |
| 378715 | 2008 PH21              | 6 d'agost de 2008      | Siding Spring        | Siding Spring Survey |
| 378716 | 2008 QK1               | 23 d'agost de 2008     | La Sagra             | OAM                  |
| 378717 | 2008 QL6               | 28 de juliol de 2008   | Mount Lemmon         | Mt. Lemmon Survey    |
| 378718 | 2008 QH9               | 25 d'agost de 2008     | La Sagra             | OAM                  |
| 378719 | 2008 QJ10              | 21 d'agost de 2008     | Kitt Peak            | Spacewatch           |
| 378720 | 2008 QQ13              | 22 d'agost de 2008     | Kitt Peak            | Spacewatch           |
| 378721 | 2008 QP14              | 27 d'agost de 2008     | Pises                | Pises                |
| 378722 | 2008 QG17              | 27 d'agost de 2008     | La Sagra             | OAM                  |
| 378723 | 2008 QH21              | 26 d'agost de 2008     | Socorro              | LINEAR               |
| 378724 | 2008 QO22              | 1 de desembre de 2005  | Mount Lemmon         | Mt. Lemmon Survey    |
| 378725 | 2008 QS26              | 29 d'agost de 2008     | La Sagra             | OAM                  |
| 378726 | 2008 QL28              | 30 d'agost de 2008     | La Sagra             | OAM                  |
| 378727 | 2008 QJ36              | 15 de març de 2007     | Mount Lemmon         | Mt. Lemmon Survey    |
| 378728 | 2008 QH38              | 23 d'agost de 2008     | Kitt Peak            | Spacewatch           |
| 378729 | 2008 QD42              | 21 d'agost de 2008     | Kitt Peak            | Spacewatch           |
| 378730 | 2008 QD43              | 24 d'agost de 2008     | Kitt Peak            | Spacewatch           |
| 378731 | 2008 QK45              | 30 d'agost de 2008     | Socorro              | LINEAR               |
| 378732 | 2008 QA46              | 30 d'agost de 2008     | Socorro              | LINEAR               |
| 378733 | 2008 QJ47              | 19 d'agost de 2008     | Siding Spring        | Siding Spring Survey |
| 378734 | 2008 RN3               | 2 de setembre de 2008  | Kitt Peak            | Spacewatch           |
| 378735 | 2008 RH4               | 2 de setembre de 2008  | Kitt Peak            | Spacewatch           |
| 378736 | 2008 RB16              | 4 de setembre de 2008  | Kitt Peak            | Spacewatch           |
| 378737 | 2008 RH18              | 24 d'agost de 2008     | Kitt Peak            | Spacewatch           |
| 378738 | 2008 RJ28              | 21 de febrer de 2006   | Mount Lemmon         | Mt. Lemmon Survey    |
| 378739 | 2008 RK33              | 11 de maig de 2007     | Mount Lemmon         | Mt. Lemmon Survey    |
| 378740 | 2008 RC35              | 2 de setembre de 2008  | Kitt Peak            | Spacewatch           |
| 378741 | 2008 RK36              | 2 de setembre de 2008  | Kitt Peak            | Spacewatch           |
| 378742 | 2008 RA41              | 2 de setembre de 2008  | Kitt Peak            | Spacewatch           |
| 378743 | 2008 RJ58              | 3 de setembre de 2008  | Kitt Peak            | Spacewatch           |
| 378744 | 2008 RR67              | 4 de setembre de 2008  | Kitt Peak            | Spacewatch           |
| 378745 | 2008 RS67              | 4 de setembre de 2008  | Kitt Peak            | Spacewatch           |
| 378746 | 2008 RR69              | 5 de setembre de 2008  | Kitt Peak            | Spacewatch           |
| 378747 | 2008 RM77              | 6 de setembre de 2008  | Catalina             | CSS                  |
| 378748 | 2008 RW91              | 6 de setembre de 2008  | Kitt Peak            | Spacewatch           |
| 378749 | 2008 RR92              | 6 de setembre de 2008  | Kitt Peak            | Spacewatch           |
| 378750 | 2008 RD94              | 6 de setembre de 2008  | Kitt Peak            | Spacewatch           |
| 378751 | 2008 RB95              | 7 de setembre de 2008  | Mount Lemmon         | Mt. Lemmon Survey    |
| 378752 | 2008 RB99              | 2 de setembre de 2008  | Kitt Peak            | Spacewatch           |
| 378753 | 2008 RV101             | 2 de setembre de 2008  | Kitt Peak            | Spacewatch           |
| 378754 | 2008 RV103             | 5 de setembre de 2008  | Kitt Peak            | Spacewatch           |
| 378755 | 2008 RJ105             | 6 de setembre de 2008  | Mount Lemmon         | Mt. Lemmon Survey    |
| 378756 | 2008 RD111             | 4 de setembre de 2008  | Kitt Peak            | Spacewatch           |
| 378757 | 2008 RT113             | 6 de setembre de 2008  | Kitt Peak            | Spacewatch           |
| 378758 | 2008 RF116             | 7 de setembre de 2008  | Mount Lemmon         | Mt. Lemmon Survey    |
| 378759 | 2008 RS117             | 9 de setembre de 2008  | Kitt Peak            | Spacewatch           |
| 378760 | 2008 RF118             | 9 de setembre de 2008  | Mount Lemmon         | Mt. Lemmon Survey    |
| 378761 | 2008 RU118             | 9 de setembre de 2008  | Mount Lemmon         | Mt. Lemmon Survey    |
| 378762 | 2008 RF120             | 7 de setembre de 2008  | Mount Lemmon         | Mt. Lemmon Survey    |
| 378763 | 2008 RX121             | 3 de setembre de 2008  | Kitt Peak            | Spacewatch           |
| 378764 | 2008 RH124             | 6 de setembre de 2008  | Kitt Peak            | Spacewatch           |
| 378765 | 2008 RM125             | 7 de setembre de 2008  | Mount Lemmon         | Mt. Lemmon Survey    |
| 378766 | 2008 RP126             | 4 de setembre de 2008  | Kitt Peak            | Spacewatch           |
| 378767 | 2008 RL130             | 3 de setembre de 2008  | Kitt Peak            | Spacewatch           |
| 378768 | 2008 RQ140             | 9 de setembre de 2008  | Mount Lemmon         | Mt. Lemmon Survey    |
| 378769 | 2008 RM142             | 7 de setembre de 2008  | Socorro              | LINEAR               |
| 378770 | 2008 RD143             | 2 de setembre de 2008  | Kitt Peak            | Spacewatch           |
| 378771 | 2008 RS143             | 6 de setembre de 2008  | Kitt Peak            | Spacewatch           |
| 378772 | 2008 RN146             | 9 de setembre de 2008  | Catalina             | CSS                  |
| 378773 | 2008 SJ1               | 22 de setembre de 2008 | Sierra Stars         | F. Tozzi             |
| 378774 | 2008 SH5               | 22 de setembre de 2008 | Socorro              | LINEAR               |
| 378775 | 2008 SH9               | 25 de gener de 2006    | Kitt Peak            | Spacewatch           |
| 378776 | 2008 SY14              | 7 de setembre de 2008  | Mount Lemmon         | Mt. Lemmon Survey    |
| 378777 | 2008 SV24              | 19 de setembre de 2008 | Kitt Peak            | Spacewatch           |
| 378778 | 2008 SL27              | 19 de setembre de 2008 | Kitt Peak            | Spacewatch           |
| 378779 | 2008 SC28              | 19 de setembre de 2008 | Kitt Peak            | Spacewatch           |
| 378780 | 2008 SG29              | 19 de setembre de 2008 | Kitt Peak            | Spacewatch           |
| 378781 | 2008 SU30              | 9 de setembre de 2008  | Kitt Peak            | Spacewatch           |
| 378782 | 2008 SH31              | 20 de setembre de 2008 | Kitt Peak            | Spacewatch           |
| 378783 | 2008 SK33              | 29 de juliol de 2008   | Kitt Peak            | Spacewatch           |
| 378784 | 2008 SD48              | 20 de setembre de 2008 | Mount Lemmon         | Mt. Lemmon Survey    |
| 378785 | 2008 SV50              | 3 de setembre de 2008  | Kitt Peak            | Spacewatch           |
| 378786 | 2008 SW54              | 20 de setembre de 2008 | Mount Lemmon         | Mt. Lemmon Survey    |
| 378787 | 2008 SR67              | 21 de setembre de 2008 | Kitt Peak            | Spacewatch           |
| 378788 | 2008 SF71              | 3 de setembre de 2008  | Kitt Peak            | Spacewatch           |
| 378789 | 2008 SU75              | 23 de setembre de 2008 | Mount Lemmon         | Mt. Lemmon Survey    |
| 378790 | 2008 SA79              | 24 d'agost de 2008     | Kitt Peak            | Spacewatch           |
| 378791 | 2008 SQ84              | 27 de setembre de 2008 | Taunus               | E. Schwab, R. Kling  |
| 378792 | 2008 SY86              | 20 de setembre de 2008 | Kitt Peak            | Spacewatch           |
| 378793 | 2008 SR92              | 21 de setembre de 2008 | Catalina             | CSS                  |
| 378794 | 2008 SL99              | 21 de setembre de 2008 | Kitt Peak            | Spacewatch           |
| 378795 | 2008 SU99              | 21 de setembre de 2008 | Kitt Peak            | Spacewatch           |
| 378796 | 2008 SE103             | 21 de setembre de 2008 | Mount Lemmon         | Mt. Lemmon Survey    |
| 378797 | 2008 SQ110             | 22 de setembre de 2008 | Kitt Peak            | Spacewatch           |
| 378798 | 2008 SG114             | 22 de setembre de 2008 | Kitt Peak            | Spacewatch           |
| 378799 | 2008 SS121             | 22 de setembre de 2008 | Mount Lemmon         | Mt. Lemmon Survey    |
| 378800 | 2008 SF134             | 23 de setembre de 2008 | Kitt Peak            | Spacewatch           |

## 378801-378900
| Nom    | Designació provisional | Data de descobriment   | Lloc de descobriment | Descobridor/s     |
| ------ | ---------------------- | ---------------------- | -------------------- | ----------------- |
| 378801 | 2008 SZ137             | 23 de setembre de 2008 | Kitt Peak            | Spacewatch        |
| 378802 | 2008 ST164             | 28 de setembre de 2008 | Socorro              | LINEAR            |
| 378803 | 2008 SW172             | 22 de setembre de 2008 | Catalina             | CSS               |
| 378804 | 2008 SJ173             | 22 de setembre de 2008 | Catalina             | CSS               |
| 378805 | 2008 SD187             | 25 de setembre de 2008 | Kitt Peak            | Spacewatch        |
| 378806 | 2008 ST188             | 25 de setembre de 2008 | Kitt Peak            | Spacewatch        |
| 378807 | 2008 SH189             | 25 de setembre de 2008 | Mount Lemmon         | Mt. Lemmon Survey |
| 378808 | 2008 SJ196             | 25 de setembre de 2008 | Kitt Peak            | Spacewatch        |
| 378809 | 2008 SX206             | 26 de setembre de 2008 | Kitt Peak            | Spacewatch        |
| 378810 | 2008 SG209             | 28 de setembre de 2008 | Charleston           | Charleston        |
| 378811 | 2008 SB210             | 3 de setembre de 2008  | Kitt Peak            | Spacewatch        |
| 378812 | 2008 SL212             | 9 de març de 2007      | Kitt Peak            | Spacewatch        |
| 378813 | 2008 SC215             | 29 de setembre de 2008 | Mount Lemmon         | Mt. Lemmon Survey |
| 378814 | 2008 SY217             | 30 de setembre de 2008 | Mount Lemmon         | Mt. Lemmon Survey |
| 378815 | 2008 SO225             | 26 de setembre de 2008 | Kitt Peak            | Spacewatch        |
| 378816 | 2008 SC233             | 28 de setembre de 2008 | Mount Lemmon         | Mt. Lemmon Survey |
| 378817 | 2008 SW250             | 24 de setembre de 2008 | Kitt Peak            | Spacewatch        |
| 378818 | 2008 SO254             | 22 de setembre de 2008 | Catalina             | CSS               |
| 378819 | 2008 SE259             | 23 de setembre de 2008 | Kitt Peak            | Spacewatch        |
| 378820 | 2008 SF259             | 23 de setembre de 2008 | Catalina             | CSS               |
| 378821 | 2008 SY259             | 23 de setembre de 2008 | Kitt Peak            | Spacewatch        |
| 378822 | 2008 ST260             | 23 de setembre de 2008 | Mount Lemmon         | Mt. Lemmon Survey |
| 378823 | 2008 SB261             | 23 de setembre de 2008 | Kitt Peak            | Spacewatch        |
| 378824 | 2008 SK264             | 25 de setembre de 2008 | Kitt Peak            | Spacewatch        |
| 378825 | 2008 SN270             | 24 de setembre de 2008 | Mount Lemmon         | Mt. Lemmon Survey |
| 378826 | 2008 SH271             | 29 de setembre de 2008 | Kitt Peak            | Spacewatch        |
| 378827 | 2008 ST272             | 24 de setembre de 2008 | Mount Lemmon         | Mt. Lemmon Survey |
| 378828 | 2008 SD273             | 29 de setembre de 2008 | Mount Lemmon         | Mt. Lemmon Survey |
| 378829 | 2008 SV276             | 24 de setembre de 2008 | Kitt Peak            | Spacewatch        |
| 378830 | 2008 SM278             | 18 d'abril de 2007     | Mount Lemmon         | Mt. Lemmon Survey |
| 378831 | 2008 SA279             | 28 de setembre de 2008 | Mount Lemmon         | Mt. Lemmon Survey |
| 378832 | 2008 SV280             | 29 de setembre de 2008 | Mount Lemmon         | Mt. Lemmon Survey |
| 378833 | 2008 SW281             | 24 de setembre de 2008 | Catalina             | CSS               |
| 378834 | 2008 SK282             | 29 de setembre de 2008 | Mount Lemmon         | Mt. Lemmon Survey |
| 378835 | 2008 SH283             | 22 de setembre de 2008 | Mount Lemmon         | Mt. Lemmon Survey |
| 378836 | 2008 SK283             | 22 de setembre de 2008 | Mount Lemmon         | Mt. Lemmon Survey |
| 378837 | 2008 SF288             | 23 de setembre de 2008 | Mount Lemmon         | Mt. Lemmon Survey |
| 378838 | 2008 SR290             | 23 de setembre de 2008 | Mount Lemmon         | Mt. Lemmon Survey |
| 378839 | 2008 SG291             | 21 de setembre de 2008 | Catalina             | CSS               |
| 378840 | 2008 SS307             | 29 de setembre de 2008 | Mount Lemmon         | Mt. Lemmon Survey |
| 378841 | 2008 SU307             | 29 de setembre de 2008 | Catalina             | CSS               |
| 378842 | 2008 TD4               | 7 d'octubre de 2008    | Catalina             | CSS               |
| 378843 | 2008 TX6               | 24 d'agost de 2008     | Kitt Peak            | Spacewatch        |
| 378844 | 2008 TX15              | 1 d'octubre de 2008    | Mount Lemmon         | Mt. Lemmon Survey |
| 378845 | 2008 TE17              | 1 d'octubre de 2008    | Mount Lemmon         | Mt. Lemmon Survey |
| 378846 | 2008 TF18              | 1 d'octubre de 2008    | Mount Lemmon         | Mt. Lemmon Survey |
| 378847 | 2008 TS18              | 1 d'octubre de 2008    | Mount Lemmon         | Mt. Lemmon Survey |
| 378848 | 2008 TR19              | 1 d'octubre de 2008    | Mount Lemmon         | Mt. Lemmon Survey |
| 378849 | 2008 TW23              | 2 d'octubre de 2008    | Mount Lemmon         | Mt. Lemmon Survey |
| 378850 | 2008 TK29              | 1 d'octubre de 2008    | Catalina             | CSS               |
| 378851 | 2008 TG30              | 24 de setembre de 2008 | Kitt Peak            | Spacewatch        |
| 378852 | 2008 TJ30              | 1 d'octubre de 2008    | Kitt Peak            | Spacewatch        |
| 378853 | 2008 TC31              | 1 d'octubre de 2008    | Kitt Peak            | Spacewatch        |
| 378854 | 2008 TK51              | 2 d'octubre de 2008    | Kitt Peak            | Spacewatch        |
| 378855 | 2008 TP53              | 26 de març de 2006     | Mount Lemmon         | Mt. Lemmon Survey |
| 378856 | 2008 TC61              | 2 d'octubre de 2008    | Catalina             | CSS               |
| 378857 | 2008 TE64              | 2 d'octubre de 2008    | Kitt Peak            | Spacewatch        |
| 378858 | 2008 TT74              | 2 d'octubre de 2008    | Kitt Peak            | Spacewatch        |
| 378859 | 2008 TE77              | 2 d'octubre de 2008    | Mount Lemmon         | Mt. Lemmon Survey |
| 378860 | 2008 TD83              | 3 d'octubre de 2008    | Kitt Peak            | Spacewatch        |
| 378861 | 2008 TN83              | 3 d'octubre de 2008    | Kitt Peak            | Spacewatch        |
| 378862 | 2008 TZ85              | 3 d'octubre de 2008    | Mount Lemmon         | Mt. Lemmon Survey |
| 378863 | 2008 TX88              | 24 de setembre de 2008 | Kitt Peak            | Spacewatch        |
| 378864 | 2008 TS96              | 6 d'octubre de 2008    | Kitt Peak            | Spacewatch        |
| 378865 | 2008 TR98              | 6 d'octubre de 2008    | Kitt Peak            | Spacewatch        |
| 378866 | 2008 TH99              | 6 d'octubre de 2008    | Kitt Peak            | Spacewatch        |
| 378867 | 2008 TU101             | 6 d'octubre de 2008    | Kitt Peak            | Spacewatch        |
| 378868 | 2008 TE103             | 6 d'octubre de 2008    | Kitt Peak            | Spacewatch        |
| 378869 | 2008 TB106             | 6 d'octubre de 2008    | Mount Lemmon         | Mt. Lemmon Survey |
| 378870 | 2008 TB113             | 6 d'octubre de 2008    | Kitt Peak            | Spacewatch        |
| 378871 | 2008 TX119             | 7 d'octubre de 2008    | Kitt Peak            | Spacewatch        |
| 378872 | 2008 TB120             | 7 d'octubre de 2008    | Kitt Peak            | Spacewatch        |
| 378873 | 2008 TY124             | 8 d'octubre de 2008    | Mount Lemmon         | Mt. Lemmon Survey |
| 378874 | 2008 TQ125             | 23 de setembre de 2008 | Kitt Peak            | Spacewatch        |
| 378875 | 2008 TB127             | 8 d'octubre de 2008    | Mount Lemmon         | Mt. Lemmon Survey |
| 378876 | 2008 TJ132             | 8 d'octubre de 2008    | Mount Lemmon         | Mt. Lemmon Survey |
| 378877 | 2008 TZ134             | 8 d'octubre de 2008    | Kitt Peak            | Spacewatch        |
| 378878 | 2008 TN137             | 8 d'octubre de 2008    | Kitt Peak            | Spacewatch        |
| 378879 | 2008 TF147             | 9 d'octubre de 2008    | Mount Lemmon         | Mt. Lemmon Survey |
| 378880 | 2008 TD149             | 9 d'octubre de 2008    | Mount Lemmon         | Mt. Lemmon Survey |
| 378881 | 2008 TW149             | 9 d'octubre de 2008    | Mount Lemmon         | Mt. Lemmon Survey |
| 378882 | 2008 TB167             | 8 d'octubre de 2008    | Kitt Peak            | Spacewatch        |
| 378883 | 2008 TN169             | 7 d'octubre de 2008    | Kitt Peak            | Spacewatch        |
| 378884 | 2008 TJ174             | 2 d'octubre de 2008    | Mount Lemmon         | Mt. Lemmon Survey |
| 378885 | 2008 TK175             | 8 d'octubre de 2008    | Mount Lemmon         | Mt. Lemmon Survey |
| 378886 | 2008 TW176             | 9 d'octubre de 2008    | Mount Lemmon         | Mt. Lemmon Survey |
| 378887 | 2008 TQ183             | 2 d'octubre de 2008    | Kitt Peak            | Spacewatch        |
| 378888 | 2008 TY184             | 6 d'octubre de 2008    | Mount Lemmon         | Mt. Lemmon Survey |
| 378889 | 2008 TQ188             | 10 d'octubre de 2008   | Kitt Peak            | Spacewatch        |
| 378890 | 2008 UK7               | 10 d'octubre de 2008   | Catalina             | CSS               |
| 378891 | 2008 UV10              | 24 de setembre de 2008 | Kitt Peak            | Spacewatch        |
| 378892 | 2008 UG13              | 17 d'octubre de 2008   | Kitt Peak            | Spacewatch        |
| 378893 | 2008 UH26              | 20 d'octubre de 2008   | Mount Lemmon         | Mt. Lemmon Survey |
| 378894 | 2008 UC29              | 20 d'octubre de 2008   | Kitt Peak            | Spacewatch        |
| 378895 | 2008 UF32              | 20 d'octubre de 2008   | Kitt Peak            | Spacewatch        |
| 378896 | 2008 UK32              | 20 d'octubre de 2008   | Kitt Peak            | Spacewatch        |
| 378897 | 2008 UZ36              | 20 d'octubre de 2008   | Kitt Peak            | Spacewatch        |
| 378898 | 2008 UM38              | 20 d'octubre de 2008   | Kitt Peak            | Spacewatch        |
| 378899 | 2008 UB39              | 20 d'octubre de 2008   | Kitt Peak            | Spacewatch        |
| 378900 | 2008 UR42              | 20 d'octubre de 2008   | Kitt Peak            | Spacewatch        |

## 378901-379000
| Nom                | Designació provisional | Data de descobriment   | Lloc de descobriment | Descobridor/s     |
| ------------------ | ---------------------- | ---------------------- | -------------------- | ----------------- |
| 378901             | 2008 UX45              | 20 d'octubre de 2008   | Mount Lemmon         | Mt. Lemmon Survey |
| 378902             | 2008 UZ45              | 20 d'octubre de 2008   | Kitt Peak            | Spacewatch        |
| 378903             | 2008 UX48              | 20 d'octubre de 2008   | Kitt Peak            | Spacewatch        |
| 378904             | 2008 UL51              | 20 d'octubre de 2008   | Kitt Peak            | Spacewatch        |
| 378905             | 2008 UF54              | 20 d'octubre de 2008   | Kitt Peak            | Spacewatch        |
| 378906             | 2008 UV57              | 21 d'octubre de 2008   | Kitt Peak            | Spacewatch        |
| 378907             | 2008 UK60              | 21 d'octubre de 2008   | Kitt Peak            | Spacewatch        |
| 378908             | 2008 UP60              | 21 d'octubre de 2008   | Kitt Peak            | Spacewatch        |
| 378909             | 2008 UD63              | 21 d'octubre de 2008   | Kitt Peak            | Spacewatch        |
| 378910             | 2008 UM63              | 21 d'octubre de 2008   | Kitt Peak            | Spacewatch        |
| 378911             | 2008 UX66              | 21 d'octubre de 2008   | Kitt Peak            | Spacewatch        |
| 378912             | 2008 UM71              | 21 d'octubre de 2008   | Mount Lemmon         | Mt. Lemmon Survey |
| 378913             | 2008 UX75              | 21 d'octubre de 2008   | Kitt Peak            | Spacewatch        |
| 378914             | 2008 UN76              | 21 d'octubre de 2008   | Kitt Peak            | Spacewatch        |
| 378915             | 2008 UD80              | 22 d'octubre de 2008   | Kitt Peak            | Spacewatch        |
| 378916             | 2008 UV84              | 23 d'octubre de 2008   | Kitt Peak            | Spacewatch        |
| 378917 Stefankarge | 2008 UP91              | 28 d'octubre de 2008   | Tzec Maun            | E. Schwab         |
| 378918             | 2008 UQ91              | 28 d'octubre de 2008   | Wrightwood           | J. W. Young       |
| 378919             | 2008 UH93              | 24 d'octubre de 2008   | Socorro              | LINEAR            |
| 378920             | 2008 UP95              | 24 d'octubre de 2008   | Piszkéstet&          | Piszkesteto       |
| 378921             | 2008 UU97              | 26 d'octubre de 2008   | Socorro              | LINEAR            |
| 378922             | 2008 UD106             | 21 d'octubre de 2008   | Kitt Peak            | Spacewatch        |
| 378923             | 2008 UA109             | 21 d'octubre de 2008   | Mount Lemmon         | Mt. Lemmon Survey |
| 378924             | 2008 UW109             | 22 d'octubre de 2008   | Kitt Peak            | Spacewatch        |
| 378925             | 2008 UT111             | 22 d'octubre de 2008   | Kitt Peak            | Spacewatch        |
| 378926             | 2008 UG112             | 22 d'octubre de 2008   | Kitt Peak            | Spacewatch        |
| 378927             | 2008 UQ116             | 22 d'octubre de 2008   | Kitt Peak            | Spacewatch        |
| 378928             | 2008 UA119             | 22 d'octubre de 2008   | Kitt Peak            | Spacewatch        |
| 378929             | 2008 UM120             | 22 d'octubre de 2008   | Kitt Peak            | Spacewatch        |
| 378930             | 2008 UZ121             | 22 d'octubre de 2008   | Kitt Peak            | Spacewatch        |
| 378931             | 2008 UR125             | 22 d'octubre de 2008   | Kitt Peak            | Spacewatch        |
| 378932             | 2008 UK126             | 22 d'octubre de 2008   | Kitt Peak            | Spacewatch        |
| 378933             | 2008 UC127             | 22 d'octubre de 2008   | Kitt Peak            | Spacewatch        |
| 378934             | 2008 UH132             | 23 d'octubre de 2008   | Kitt Peak            | Spacewatch        |
| 378935             | 2008 UB133             | 23 d'octubre de 2008   | Kitt Peak            | Spacewatch        |
| 378936             | 2008 UT135             | 23 d'octubre de 2008   | Kitt Peak            | Spacewatch        |
| 378937             | 2008 UM138             | 23 d'octubre de 2008   | Kitt Peak            | Spacewatch        |
| 378938             | 2008 UT138             | 23 d'octubre de 2008   | Kitt Peak            | Spacewatch        |
| 378939             | 2008 UZ139             | 23 d'octubre de 2008   | Kitt Peak            | Spacewatch        |
| 378940             | 2008 UP141             | 23 d'octubre de 2008   | Kitt Peak            | Spacewatch        |
| 378941             | 2008 UZ142             | 23 d'octubre de 2008   | Kitt Peak            | Spacewatch        |
| 378942             | 2008 UN144             | 23 d'octubre de 2008   | Kitt Peak            | Spacewatch        |
| 378943             | 2008 UC147             | 23 d'octubre de 2008   | Kitt Peak            | Spacewatch        |
| 378944             | 2008 UM148             | 23 d'octubre de 2008   | Kitt Peak            | Spacewatch        |
| 378945             | 2008 UO157             | 23 d'octubre de 2008   | Mount Lemmon         | Mt. Lemmon Survey |
| 378946             | 2008 UQ159             | 23 d'octubre de 2008   | Kitt Peak            | Spacewatch        |
| 378947             | 2008 UZ166             | 24 d'octubre de 2008   | Kitt Peak            | Spacewatch        |
| 378948             | 2008 UP176             | 24 d'octubre de 2008   | Mount Lemmon         | Mt. Lemmon Survey |
| 378949             | 2008 UM177             | 24 d'octubre de 2008   | Mount Lemmon         | Mt. Lemmon Survey |
| 378950             | 2008 UM178             | 26 de setembre de 2008 | Kitt Peak            | Spacewatch        |
| 378951             | 2008 UU184             | 24 d'octubre de 2008   | Kitt Peak            | Spacewatch        |
| 378952             | 2008 UH185             | 24 d'octubre de 2008   | Kitt Peak            | Spacewatch        |
| 378953             | 2008 UQ185             | 24 d'octubre de 2008   | Kitt Peak            | Spacewatch        |
| 378954             | 2008 UK187             | 24 d'octubre de 2008   | Kitt Peak            | Spacewatch        |
| 378955             | 2008 UH188             | 24 d'octubre de 2008   | Kitt Peak            | Spacewatch        |
| 378956             | 2008 UC189             | 25 d'octubre de 2008   | Mount Lemmon         | Mt. Lemmon Survey |
| 378957             | 2008 UN189             | 25 d'octubre de 2008   | Mount Lemmon         | Mt. Lemmon Survey |
| 378958             | 2008 UP189             | 25 d'octubre de 2008   | Mount Lemmon         | Mt. Lemmon Survey |
| 378959             | 2008 UY190             | 25 d'octubre de 2008   | Mount Lemmon         | Mt. Lemmon Survey |
| 378960             | 2008 UL196             | 27 d'octubre de 2008   | Kitt Peak            | Spacewatch        |
| 378961             | 2008 UH204             | 25 d'agost de 1998     | Caussols             | ODAS              |
| 378962             | 2008 UK207             | 23 d'octubre de 2008   | Kitt Peak            | Spacewatch        |
| 378963             | 2008 UC210             | 23 d'octubre de 2008   | Kitt Peak            | Spacewatch        |
| 378964             | 2008 UF217             | 25 d'octubre de 2008   | Mount Lemmon         | Mt. Lemmon Survey |
| 378965             | 2008 UO217             | 28 de setembre de 2008 | Mount Lemmon         | Mt. Lemmon Survey |
| 378966             | 2008 UU218             | 25 d'octubre de 2008   | Kitt Peak            | Spacewatch        |
| 378967             | 2008 UR221             | 25 d'octubre de 2008   | Kitt Peak            | Spacewatch        |
| 378968             | 2008 UC226             | 25 d'octubre de 2008   | Catalina             | CSS               |
| 378969             | 2008 UV229             | 25 d'octubre de 2008   | Kitt Peak            | Spacewatch        |
| 378970             | 2008 UN237             | 26 d'octubre de 2008   | Kitt Peak            | Spacewatch        |
| 378971             | 2008 UT239             | 26 d'octubre de 2008   | Kitt Peak            | Spacewatch        |
| 378972             | 2008 UN240             | 26 d'octubre de 2008   | Kitt Peak            | Spacewatch        |
| 378973             | 2008 UQ240             | 26 d'octubre de 2008   | Kitt Peak            | Spacewatch        |
| 378974             | 2008 UD242             | 26 d'octubre de 2008   | Kitt Peak            | Spacewatch        |
| 378975             | 2008 UT242             | 26 d'octubre de 2008   | Kitt Peak            | Spacewatch        |
| 378976             | 2008 UH244             | 26 d'octubre de 2008   | Mount Lemmon         | Mt. Lemmon Survey |
| 378977             | 2008 UG247             | 26 d'octubre de 2008   | Kitt Peak            | Spacewatch        |
| 378978             | 2008 UV258             | 27 d'octubre de 2008   | Kitt Peak            | Spacewatch        |
| 378979             | 2008 UJ259             | 27 d'octubre de 2008   | Kitt Peak            | Spacewatch        |
| 378980             | 2008 UH263             | 27 d'octubre de 2008   | Kitt Peak            | Spacewatch        |
| 378981             | 2008 UJ263             | 27 d'octubre de 2008   | Kitt Peak            | Spacewatch        |
| 378982             | 2008 US267             | 28 d'octubre de 2008   | Kitt Peak            | Spacewatch        |
| 378983             | 2008 UB270             | 28 d'octubre de 2008   | Kitt Peak            | Spacewatch        |
| 378984             | 2008 UC272             | 28 d'octubre de 2008   | Kitt Peak            | Spacewatch        |
| 378985             | 2008 UF279             | 28 d'octubre de 2008   | Mount Lemmon         | Mt. Lemmon Survey |
| 378986             | 2008 US282             | 28 d'octubre de 2008   | Mount Lemmon         | Mt. Lemmon Survey |
| 378987             | 2008 UO288             | 28 d'octubre de 2008   | Mount Lemmon         | Mt. Lemmon Survey |
| 378988             | 2008 UG289             | 28 d'octubre de 2008   | Kitt Peak            | Spacewatch        |
| 378989             | 2008 UW289             | 28 d'octubre de 2008   | Kitt Peak            | Spacewatch        |
| 378990             | 2008 UC290             | 28 d'octubre de 2008   | Kitt Peak            | Spacewatch        |
| 378991             | 2008 UV291             | 6 d'octubre de 2008    | Kitt Peak            | Spacewatch        |
| 378992             | 2008 UF295             | 29 d'octubre de 2008   | Kitt Peak            | Spacewatch        |
| 378993             | 2008 US300             | 29 d'octubre de 2008   | Kitt Peak            | Spacewatch        |
| 378994             | 2008 UK308             | 30 d'octubre de 2008   | Kitt Peak            | Spacewatch        |
| 378995             | 2008 UG309             | 30 d'octubre de 2008   | Catalina             | CSS               |
| 378996             | 2008 UD314             | 30 d'octubre de 2008   | Kitt Peak            | Spacewatch        |
| 378997             | 2008 UK316             | 30 d'octubre de 2008   | Kitt Peak            | Spacewatch        |
| 378998             | 2008 UZ316             | 30 d'octubre de 2008   | Kitt Peak            | Spacewatch        |
| 378999             | 2008 UY324             | 31 d'octubre de 2008   | Kitt Peak            | Spacewatch        |
| 379000             | 2008 UN330             | 23 d'octubre de 2008   | Kitt Peak            | Spacewatch        |